# 赤穂事件
赤穂事件（あこうじけん）は江戸時代中期の元禄期に発生した事件で、吉良上野介を討ち損じて切腹に処せられた浅野内匠頭の代わりに、その家臣である大石内蔵助以下47人が、吉良を討ったものである。
事件は人形浄瑠璃・歌舞伎の仮名手本忠臣蔵を始め、数多くの芝居、講談、そして映画やテレビドラマの題材に取り上げられた。

## 概要

### 事件の名称

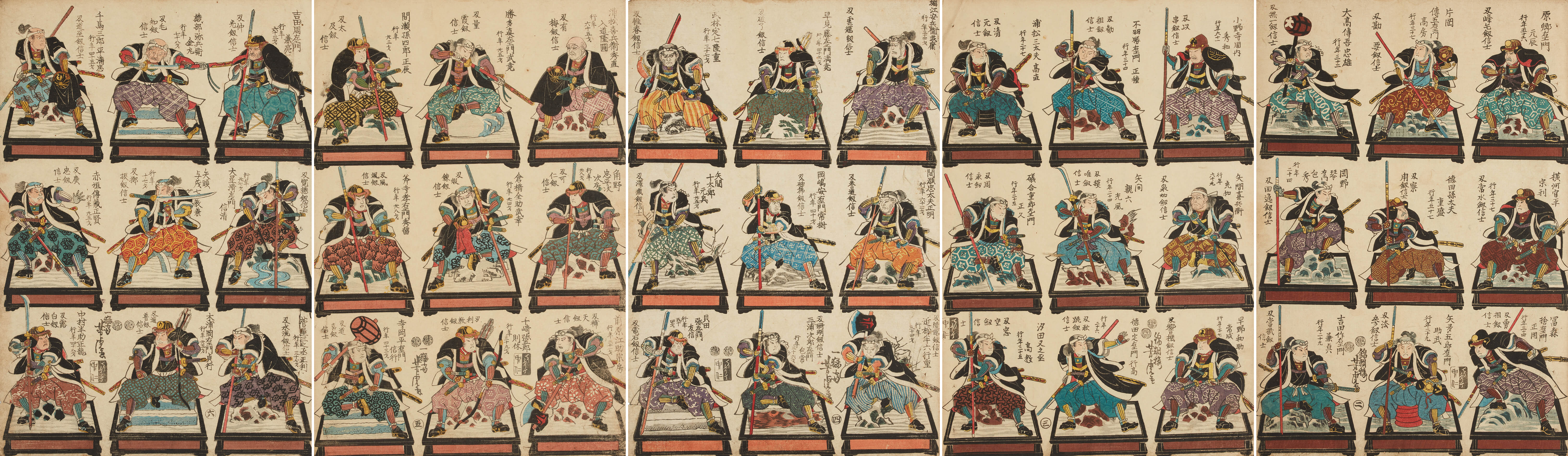
歌川芳虎 作「義士四拾七人」

史実としての本事件を指す用語としては、「赤穂事件」で統一されている。一方で、「正保赤穂事件」、「文久赤穂事件」と区別をつけて「元禄赤穂事件」とも呼ばれる。
赤穂事件を扱った創作物については、人形浄瑠璃・歌舞伎の『仮名手本忠臣蔵』以降、忠臣蔵と呼ぶことが多い。講談では赤穂義士伝（あるいは単に義士伝）と呼ぶ。
吉良を討ち取った47人（四十七士）の行為を賞賛する立場からは、四十七士の事を赤穂義士（あるいは単に義士）と呼ぶ。 それ以外の立場に立つ場合は、四十七士を含めた赤穂藩の浪人の事を赤穂浪士と呼ぶ事が多いが、この名称は事件のあった元禄時代には一般的な言葉ではなく、作家の大佛次郎がこれまでの義士としての四十七士像を浪人としての四十七士に大転換する意図を持って書いた小説『赤穂浪士』で一般的になったものである。（ただし先行作にも使用例あり）。
このため「赤穂浪士」という言い方を避け、赤穂浪人という言い方がなされる場合もある。
なお『和名類聚抄』の「播磨国郡郷考」では赤穂は「阿加保（あかほ）」という表記である。赤穂事件の関連では1913年（大正2年）の「教育画集赤穂義士」の表紙のふりがなも「あかほぎし」となっており、城の明け渡しの文も「アカホノシロワタシ」となっている。この点に関しては旧仮名遣いの「あかほ」を「あこう」と読んでいたという説がある。

### 事件の概要

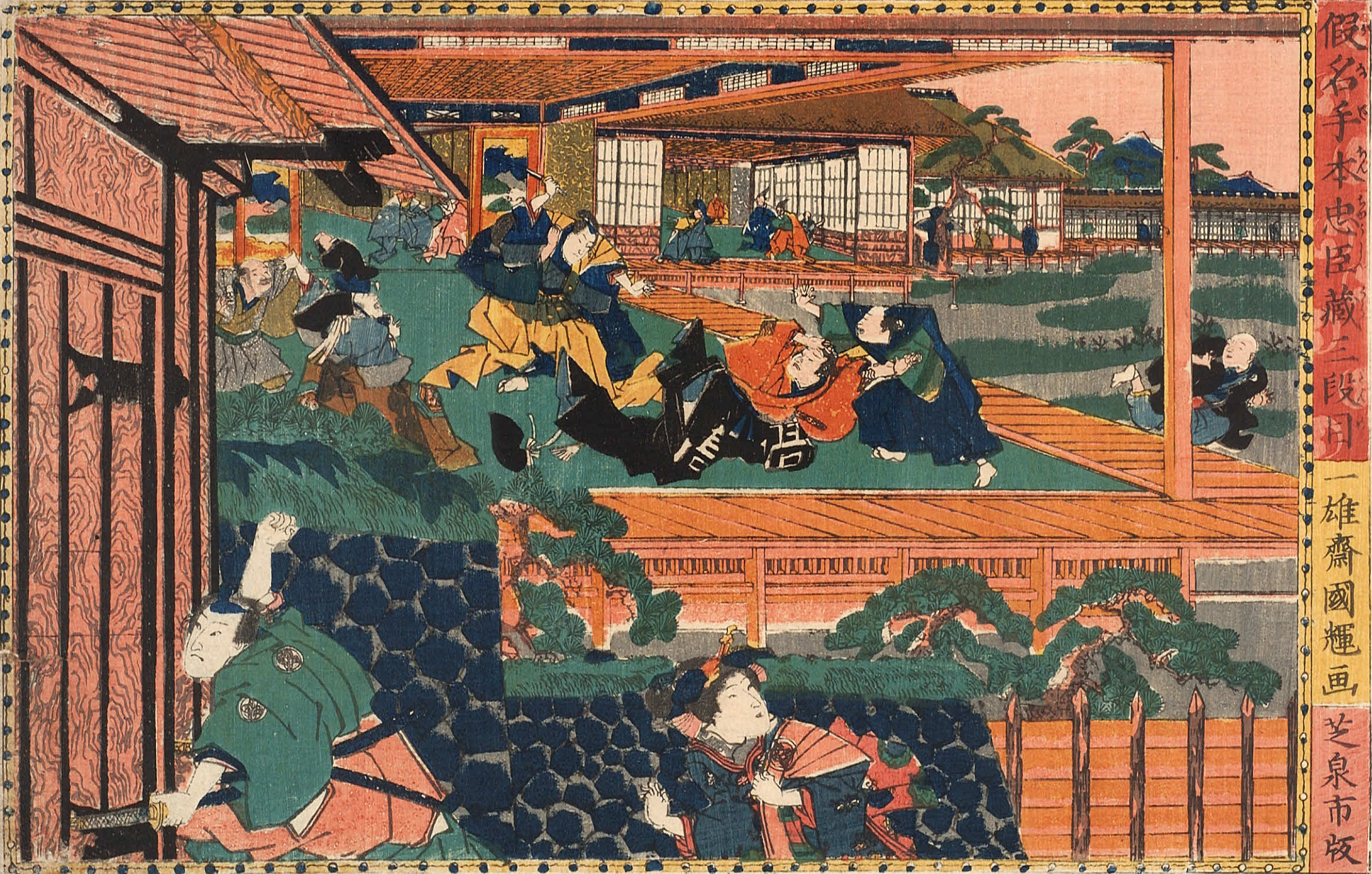
「仮名手本忠臣蔵三段目」、歌川国輝

この事件は元禄14年3月14日 (旧暦)（1701年4月21日）、赤穂藩主浅野内匠頭長矩（あさのたくみのかみながのり）が、江戸城松之大廊下で、高家吉良上野介義央（きらこうずけのすけよしひさ、「よしなか」とも）に斬りかかった事に端を発する。斬りかかった理由の詳細は不明である（詳細後述）。
事件当時、江戸城では幕府が朝廷の使者を接待している真っ最中だったので、場所柄もわきまえずに刃傷におよんだ浅野に対し、第五代将軍徳川綱吉は大激怒、浅野内匠頭は即日切腹、浅野家は所領の播州赤穂を没収の上改易されたが、吉良に咎めはなかった。
そのため浅野のみ刑に処せられた事に家臣達は反発、筆頭家老である大石内蔵助（おおいしくらのすけ）を中心に対応を協議した。反発の意思を見せるため、籠城や切腹も検討されたが、まずは幕府の申しつけに従い、素直に赤穂城を明け渡す事にした。この段階では浅野内匠頭の弟である浅野大学を中心とした浅野家再興の道も残されており、籠城は得策でないと判断されたのである。

一方、同じ赤穂藩でも江戸に詰めている家臣には強硬派（江戸急進派）がおり、吉良を討ち取る事に強くこだわっていた。彼らは吉良邸に討ち入ろうと試みたものの、吉良邸の警戒が厳しく、彼らだけでは吉良を打ち取るのは難しかった 。そこで彼らは赤穂へ行き大石内蔵助に籠城を説いたが、大石はこれに賛同せず、赤穂城は予定通り幕府に明け渡された。
吉良を打ち取ろうとする江戸急進派の動きが幕府に知られるとお家再興に支障が出てしまうので、主家再興を目標とする大石内蔵助は、江戸急進派の暴発を抑えるために彼らと二度の会議を開いている（江戸会議、山科会議）。
しかし浅野内匠頭の弟である浅野大学の閉門が決まり、お家再興の道が事実上閉ざされると、大石内蔵助や江戸急進派をはじめとした旧・赤穂藩士(以降赤穂浪士と記述)達は京都の円山で会議(円山会議)を開き、大石内蔵助は吉良邸に討ち入る事を正式に表明した。そして仇討ちの意思を同志に確認するため、事前に作成していた血判を同志達に返してまわり、血判の受け取りを拒否して仇討ちの意思を口にしたものだけを仇討ちのメンバーとして認めた(神文返し)。

そして元禄15年12月14日 (旧暦)（1703年1月30日）、吉良邸に侵入し、吉良上野介を討ちとった(吉良邸討ち入り)。この時討ち入りに参加した人数は大石以下47人(四十七士)である。
四十七士は吉良邸から引き揚げて、吉良の首を浅野内匠頭の墓前に供えた。引き上げの最中には、四十七士のうち一人（寺坂吉右衛門）がどこかに消えているが、その理由は古来から謎とされている（詳細後述）。
寺坂を除いた四十六人は、吉良邸討ち入りを幕府に報告し、幕府の指示に従って全員切腹した。

### 事件の余波

#### 「義士」論争
赤穂事件が起こるとその是非をめぐって儒学者たちの間で論争が巻き起こった。主な論点は赤穂浪士の行動が「義」にあたるのかという事で、これは浪士達の吉良邸討ち入りが主君の為の「仇討ち」とみなせるかどうかにかかっている。この事件当時「仇討ち」というのは子が親の仇を討つなど目上の親族の為に復讐する事を指し、主君の仇を討ったのは本事件が初めてである為、これが問題になったのである。
この問題は武士の生き方や幕藩制度の構造に深くかかわるものであった事もあり、論争は幕末まで続いた。

#### 「忠臣蔵」の誕生
主君の遺恨を晴らすべく命をかけて吉良邸に討ち入った四十七士の行動は民衆から喝采を持って迎えられた。平和な時代が百年近く続いた元禄の世において、すでに過去のものになりつつあった武士道を彼らが体現したとみなされたからである。
赤穂浪士の討ち入りがあってからというもの、事件を扱った物語が歌舞伎、人形浄瑠璃、講談、戯作などありとあらゆる分野で幾度となく作られてきた。
その中でも白眉となったのは浅野内匠頭の刃傷から47年後に作られた人形浄瑠璃『仮名手本忠臣蔵』である。同じ年の12月には歌舞伎にもうつされ、歌舞伎では興行上の気付薬「独参湯」と呼ばれる程の人気を博し、不入りが続くとこの演目を出すといわれた。本作以降、赤穂事件を扱った創作物は忠臣蔵ものと呼ばれる事になる。

## 赤穂事件の経過

### 松之大廊下の刃傷

#### 刃傷まで
江戸幕府は毎年正月、朝廷に年賀の挨拶をしており、朝廷もその返礼として勅使を幕府に遣わせていた。
こうした朝廷とのやり取りや儀式を担当していたのが高家であり、吉良上野介は事件のあった元禄14年に高家筆頭の立場にあった。
朝廷との接待には3-10万石程度の所領を持つ大名が勅使饗応役として高家の手伝いを行い、事件のあった年には浅野内匠頭が勅使饗応役に任ぜられていた。
朝廷からの使者達は3月11日に江戸に到着し、彼等の接待を受けていた。
事件は、この大事な接待の最後の日である3月14日に起こった。

#### 刃傷

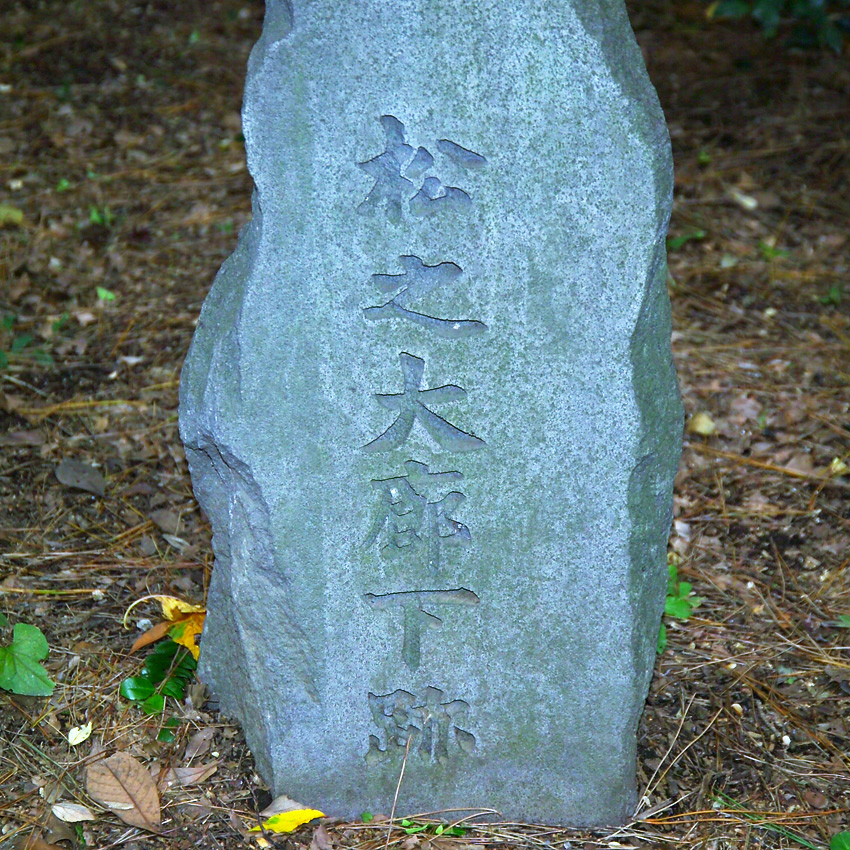
江戸城本丸跡（東京）

元禄14年3月14日（1701年4月21日）巳の下刻（午前11時半過ぎ）、浅野内匠頭は背後から吉良上野介に小刀で斬りかかった。浅野が斬りかかったのは吉良に「遺恨」があったためであるというが、どのような「遺恨」があったのかは記録に残されておらず、不明である。
切りかかった場所は江戸城本丸御殿の大広間から白書院へとつながる松之大廊下（現在の皇居東御苑）である。
吉良が振り返ったので小さ刀は吉良の眉の上を傷つけた。小刀は吉良の烏帽子の金具にも当たり大きな音をたてた。 そして吉良が向きかえって逃げるところを追いかけ、また2度斬りつけた。
すぐさま、浅野はその場に居合わせた梶川与惣兵衛らに取り押さえられ、柳之間の方へと運ばれた。その際浅野はこう繰り返したという：
一方の吉良は、やはりその場に居合わせた他の高家衆に取り押さえられ、御医師之間に運ばれ、その後江戸城内の自分の部屋にいるよう命じられた。吉良の傷は外科の第一人者である栗崎道有により数針縫いあわせられている。
浅野を乗せた駕籠は江戸城の平川門から出されたが、この門は「不浄門」とも呼ばれ、死者や罪人を出すための門であった。浅野は罪人として江戸城から出されたのである。
なお以上で述べた刃傷事件の概要は主に『梶川与惣兵衛筆記』によっているが、『多門伝八郎覚書』の記述とは様々な差異がある。しかし『多門伝八郎覚書』には誇張や創作が含まれている事が他の史料との照合により判明しているので、基本的には『梶川与惣兵衛筆記』を信じるべきで『多門伝八郎覚書』に依存する場合は充分な史料批判が必要である。

#### 幕府の裁定
刃傷事件が起こると、将軍の綱吉は浅野内匠頭の即日切腹を命じた。 当時殿中での刃傷は理由の如何を問わず死罪と決まっていたのに、まして幕府の権威づけの為に綱吉が重視していた朝廷との儀式の最中に刃傷に及んだのであるから即日切腹は当然であった。
一方の吉良は特におとがめもなく、むしろ将軍からこう見舞いの言葉をかけられた。
このように事件の一方の当事者である吉良には何らお咎めなしでありながら、もう一人の当事者である浅野内匠頭には切腹が命じられる事になった。しかも後日、浅野内匠頭の領地である赤穂藩には御取り潰しが命じられている。こうした裁定が、後に起こる赤穂浪士達による吉良邸討ち入り事件の素地となった。

#### 裁定の背景
上記の裁定には、殿中での刃傷という理由以外にも、以下の３つの要因が働いていた。
第一に、事件があった元禄14年、江戸幕府の将軍徳川綱吉は、溺愛していた母の桂昌院を従一位にすべく朝廷に働きかけており、吉良は綱吉と朝廷の仲介する高家肝煎として、公家の接待を仕切っていた。それゆえ桂昌院に贈位する要となる吉良の瑕疵をなるべく問いたくないという心理が働いた可能性がある。また吉良に見舞いの言葉があったのは、吉良が将軍の親戚筋に当たる為かもしれない。
第二に、当時の武士社会の慣習からいえば、「喧嘩」が起こった際には「喧嘩両成敗」の法が適応されるので、浅野と吉良は「双方切腹」となるはずであった。
しかし吉良が脇差しに手をかけなかったという証言が事件の場に居合わせた梶川から得られたため、この事件は喧嘩としては扱われず、浅野内匠頭の一方的な「暴力」とみなされたのである。
第三に、当時の法令ではもし当事者が「乱心」していればそれを情状酌量の口実として利用でき、吉良も保身からか「自分はなんの恨みも受ける覚えはない。内匠頭は乱心したのではないか」と証言した。しかし内匠頭は「自分は乱心したのではなく、私の遺恨があり、一己の宿意をもって討ち果たそうと思い、刃傷に及んだ」と証言したため情状酌量できず、一方的に内匠頭が悪い事になった。

#### 浅野内匠頭の切腹

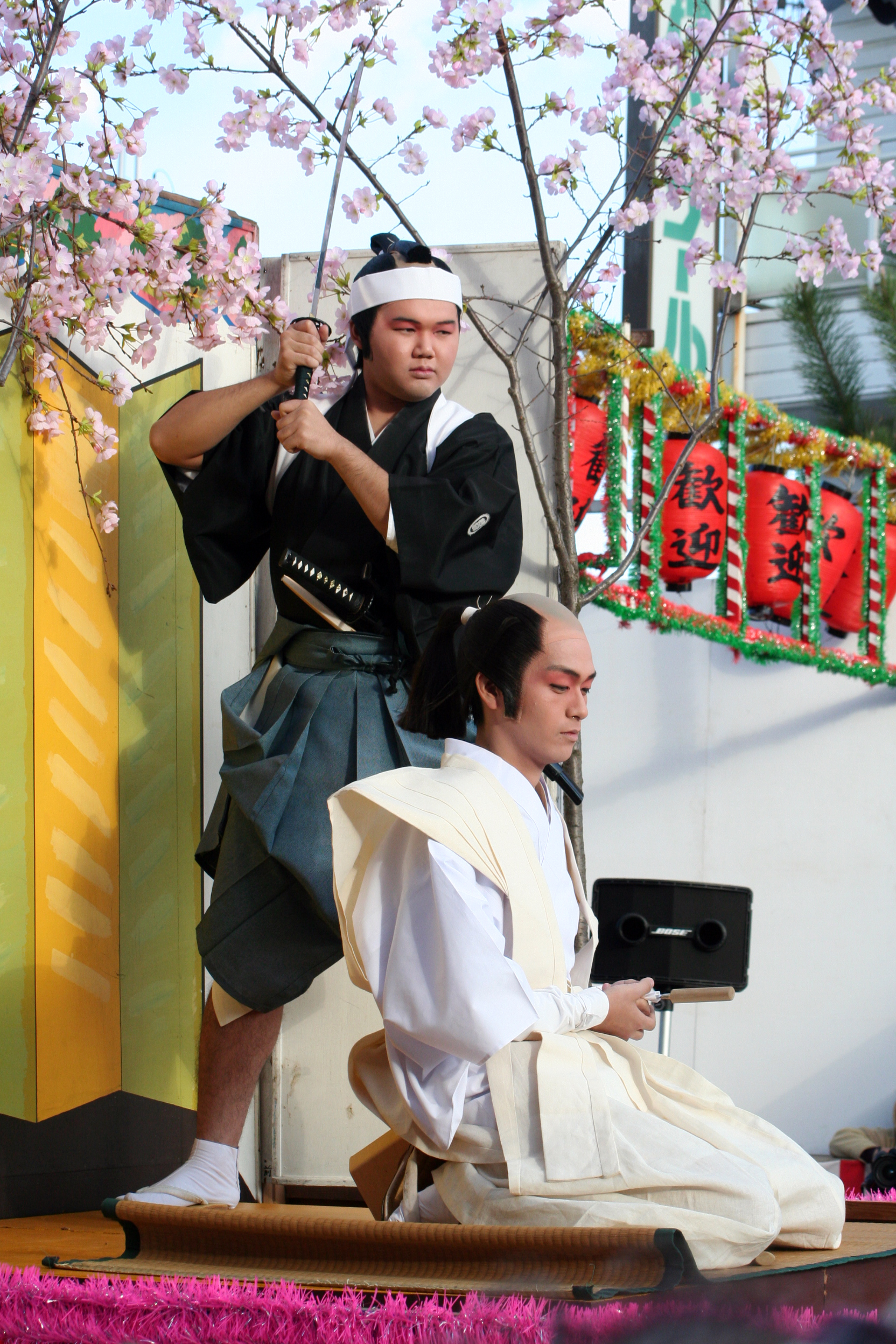
浅野内匠頭の切腹（2009年赤穂義士祭での再現を撮影）。実際の切腹は午後６時頃だった。

切腹場所である田村右京大夫の屋敷に到着して駕籠から降りたときには、すでに厳重な受け入れ体制ができており、部屋は襖を全て釘づけにし、その周りを板で覆い白紙を張っていた。
浅野内匠頭の切腹の場所は田村家の庭で、庭に筵（むしろ）をしき、その上に毛氈を敷いた上で行われた。本来、大名の切腹は座敷などで行われるが、慣例を破ってまで庭先での切腹を行うよう老中から指示があったという。おそらくその背後に将軍・綱吉の強い意向が働いていたのだろう。
当時打ち首が屈辱的な刑罰だとみなされていたのに対し、切腹は武士の礼にかなった処罰だとみなされていたので、浅野内匠頭は切腹を言いつけられた事に下記のような礼を言った上で切腹をした。

遺体は浅野家の家臣達によって引き取られ、菩提寺の泉岳寺でひっそり埋葬された。
なお、田村邸では浅野に吉良の様子を尋ねられると「取り込んでいるので、確かなことは承ってませんが、御深手（重症）なので、御養生（治療）はかなわないのではないでしょうか」と答えていた。このため、浅野は吉良を討ち果たしていたと思っていたのではないかとする著作物もある。

#### 伝奏屋敷からの退去
勅使饗応役の役宅であった伝奏屋敷に詰めていた赤穂藩士は退去を命じられた。この際、万一浅野内匠頭の家臣たちが騒動を起こしたとき武力で抑えられるよう、浅野家の家臣たちの退去を命じ、上使に任ぜられた水野監物忠之の配下の者達に廻りを固めさせた。
町人や浪人の中で其々の藩邸に忍び込んで空巣をやる者や、堂々と押し入って暴れる者がおり、大垣藩や浅野本家の広島藩から警護のものが派遣されている。堀部武庸も暴徒の退治に加わり、金品強奪や破壊から藩邸を守った（『堀部武庸日記』）
浅野内匠頭の正室の阿久里は、浅野の切腹を受けて3月14日夜に剃髪し、名を瑤泉院と改め、翌15日明け方に麻布今井町の屋敷に移った。

### 赤穂藩改易

#### 赤穂への事件の伝達
事件が起こるとすぐに、事件を知らせるための早駕籠が浅野の領地である赤穂藩へと飛んだ。
早駕籠は二度にわたり赤穂に届られ、第一の早駕籠は江戸での刃傷沙汰のみを伝え、第二の早駕籠が浅野内匠頭の切腹と赤穂藩の取り潰しを報告。
江戸から赤穂へは早駕籠でも通常一週間程度かかるところだが、使者たちは昼夜連続で駆け続ける事で、4日半程度で赤穂に到着している。
吉良の生死については早駕籠は何も伝えず、結局生死が赤穂側に伝わったのは3月の下旬であった。

#### 藩札の処理
お取りつぶしの話が藩に広まると、商人達が札座に押し寄せて大混乱となった。 藩が取り潰しになると彼らの持っている藩札が無価値になってしまうからである。
そこで藩札に関する対応が行われた。両替可能な金の量が不足していたため、大石内蔵助は、3月20日（4月27日）藩札を銀に六分率で交換するよう指示。 赤穂経済の混乱の回避に努めた。

#### 籠城か切腹かの議論

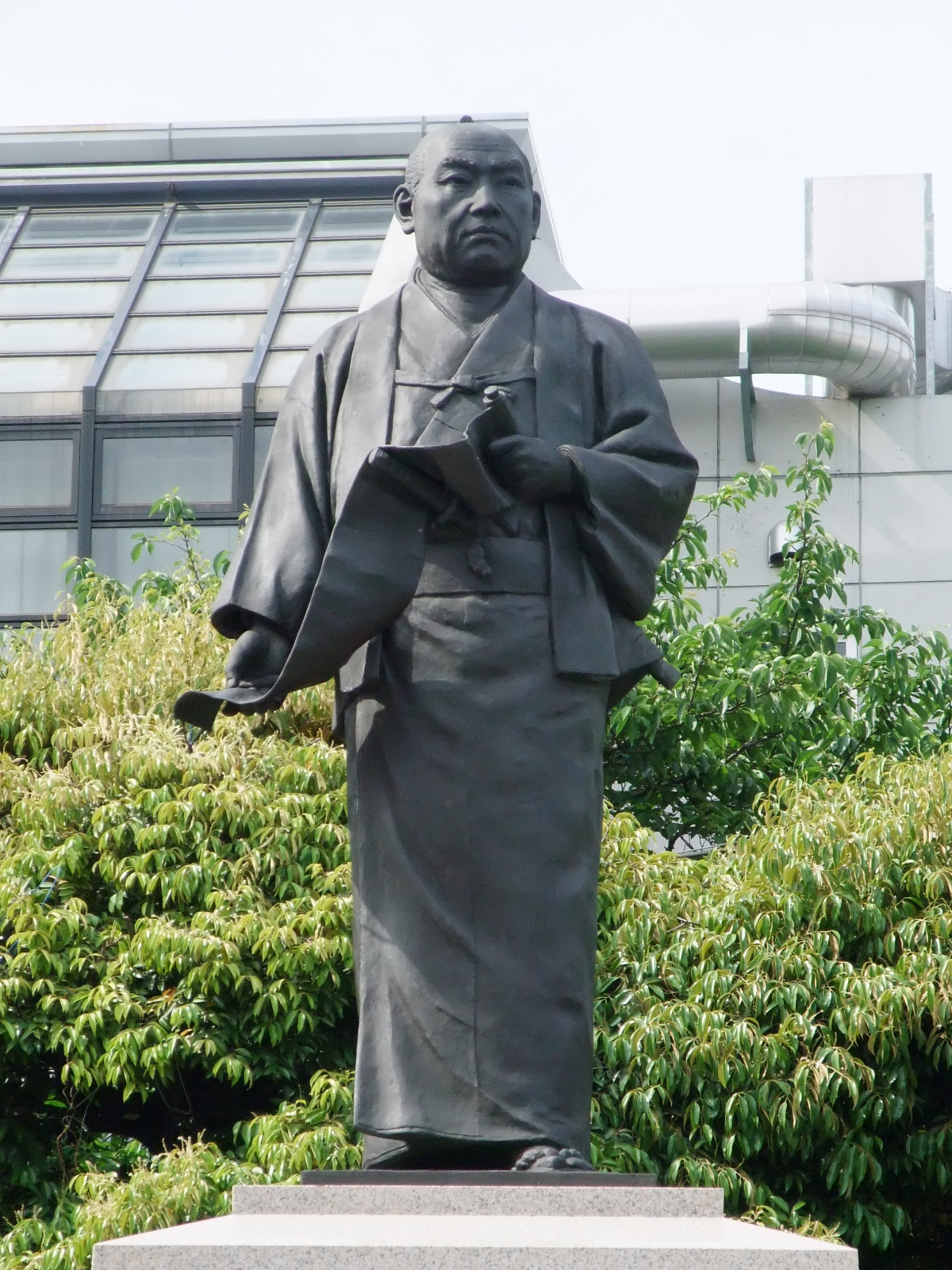
泉岳寺にある大石内蔵助の像（浪曲の中興の祖桃中軒雲右衛門が建立）手に持っているのは連判状。

3月26日に藩札の処理が済んだので、筆頭家老の大石内蔵助は翌3月27日から3日間、家中を総登城させ、事件を皆に伝え、城内の大広間で今後の対応を議論する評定会議を開いた。広島の本家浅野藩や三次藩浅野家からは穏便に開城をという使者が派遣され、彼らも会議に出席した。
28日には幕府からの使者が到着し、赤穂城が幕府に没収されることが分かったので議論は紛糾した。家中は浅野内匠頭の家臣であり幕府の家臣ではないので、幕府からの命令があったとはいえ、簡単に明け渡す事はできないためである。
家臣達の意見は、籠城により吉良が処罰されなかった事に対する抗議の意思を示すというものが多かったが、大石はこの意見には与しなかった。籠城をすれば公儀に畏れ多いと思ったためである。
また大石は、籠城すれば大学に迷惑がかかると考えたのも籠城を辞めた理由の一つである。大石は城内での議論と並行して、吉良の処分を再考するよう城受け渡しの上使に嘆願書を出していたのだが、この事が浅野内匠頭の弟にあたる浅野大学の耳に入ったため、籠城が大学の指示だと思われるのを恐れたためある。
連日の議論を経て、大石は赤穂城の前で皆で切腹するという結論を出した。こうした決断を下したのは、切腹の際に自身らの思いを述べれば、幕府も吉良への処罰を考え直してくれるのではないかと考えたためである。 ただし、大石はほどなく切腹を口にしなくなるので、切腹という方針を出す事で本当に味方する藩士を見極めようとしたとする説もある。
最終的に切腹という結論が出ると、切腹に同意する旨の神文（起請文）を６０人余りが提出した。
なお、議論がすぐに収束しなかった理由の一端は、次席家老の大野九郎兵衛等による反対意見があった事による。大野九郎兵衛はとにもかくにも主君・浅野内匠頭の弟である浅野大学が大事だから、まずは無事に赤穂城を幕府に受け渡すのが大事で、そのうえで御家再興を考えればよいという考えであった。
しかし切腹の神文を提出する段になって原惣右衛門が大野を面罵し、「同心なされない方はこの座をたっていただきたい」と発言すると、大野をはじめとする10人ばかりが退出した。原惣右衛門はもしこのとき大野が立ち退かなかったら大野を討ち果たしているところだったと後で回想している。
なお、江戸から下ってきた片岡源五右衛門、磯貝十郎左衛門、田中貞四郎の3人は、切腹をせず、吉良を討つ旨を述べて退出した。

#### 赤穂城開城

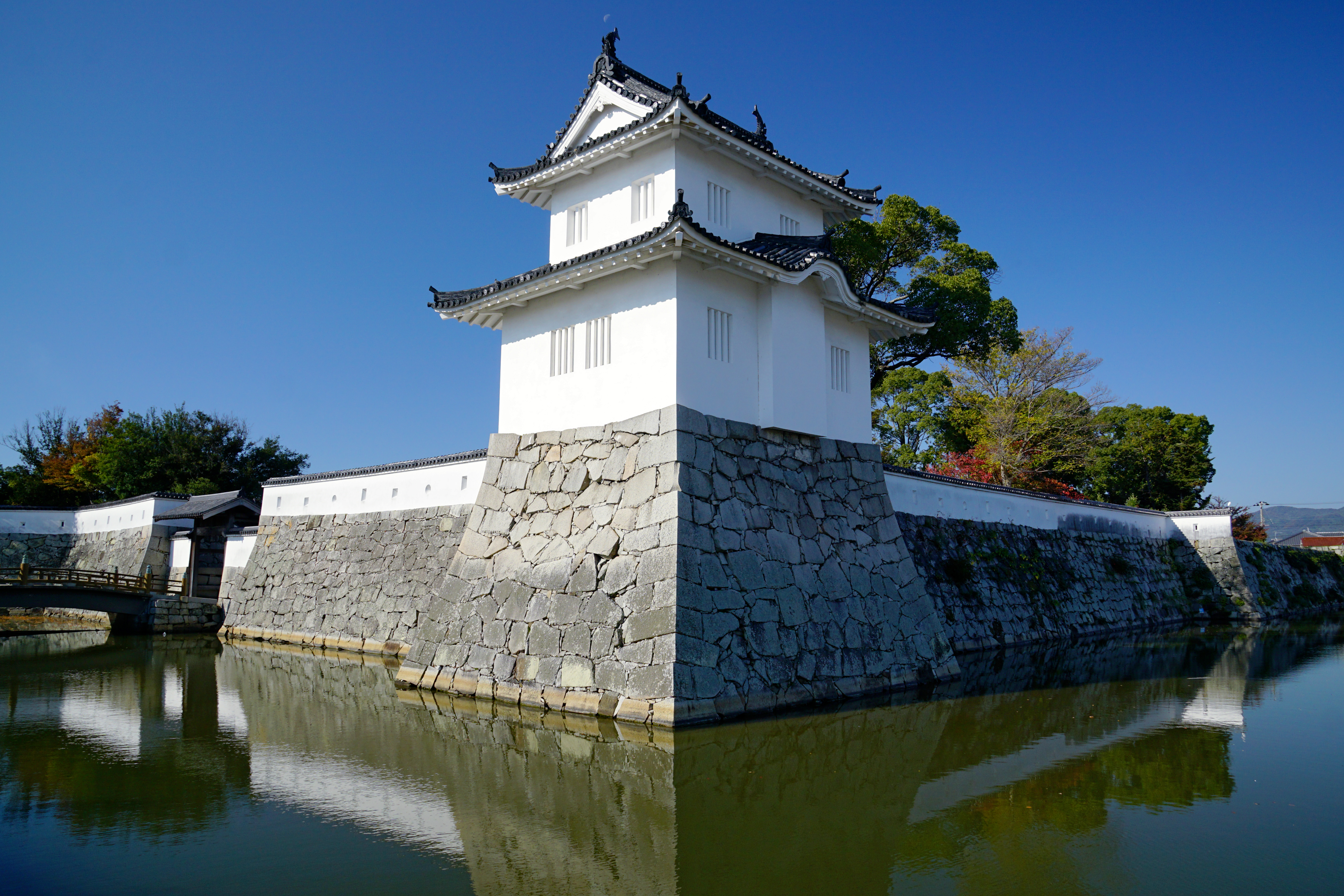
赤穂城

大石内蔵助は4月12日に赤穂城の明け渡しを決意し、4月18日に明け渡された。予定された切腹は結局行われていない。
赤穂城受け取りは物々しいもので、幕府は受城目付の荒木政羽と榊原政殊、代官石原正氏、受城使の脇坂安照、木下㒶定を派遣し、脇坂は総勢4550人を動員し、これに木下の軍勢が加わり、さらに船数百隻が警戒する中、赤穂城は開城された。
明け渡しの際、大石は浅野大学によるお家再興を上使に嘆願し、上使から江戸に帰り次第その旨を老中に伝えるとの返答を得た。また取り潰しによって家臣が路頭に迷わぬよう、大石は4月5日から、赤穂に残った財産を家臣に分配している。
4月12日から3日間、浅野内匠頭の法要が泉岳寺で執り行われた。幕府から許可がおりたためである。位牌や石塔もこの時建立された。

大石内蔵助は6月に家族と合流し、山城国山科に隠棲する（山科閑居）。この頃までには大石に起請文を提出した同志は93人に増えていた。

### 大石と堀部の対立
あとで討ち入りが決定するまで、大石内蔵助を中心とする上方の主流派（上方慚進派）と堀部安兵衛を始めとした江戸詰めの急進派（江戸急進派）の間に慢性的な対立状態が続いた。

#### 対立の争点
対立の争点は、両者の目標の違いにある。上方慚進派の最大の目標は、浅野内匠頭の弟にあたる浅野大学を擁立した浅野家の再興にあり、その際武士の体面が保てること、そのために吉良の出仕を止めるなどの処分を加えてもらうことだった。
一方、江戸急進派の目標は吉良を討つ事にあった。彼らにとって主君は浅野内匠頭ただ一人であり、その名誉を回復するには吉良を討つしかないからだ。 主君の兄弟である浅野大学によるお家再興が成し遂げられたとしても主君の名誉は回復されないという考えなのだ。
こうした目標の違いにより、しばらくの間大石は今にも暴発しそうな江戸急進派を押さえるために腐心する事になる。

#### 対立の背景
両者のこうした目標の違いは、両者の背景の違いを反映していた。上方慚進派の代表である大石は代々浅野家に仕えており、しかも浅野家とも親戚関係にあった。このため浅野内匠頭個人に仕えるというよりも浅野家そのものに仕えるという意識が強く、お家再興に拘ったのであろう。
一方の江戸急進派の面々は堀部をはじめ、高田郡兵衛や奥田孫太夫など浅野内匠頭の代から浅野家に仕えた者が多かった。このため浅野家よりも浅野内匠頭個人に対して仕えているという意識が強く、内匠頭の宿敵である吉良を討つ事、それにより武士としての面子を立てることに拘っていたのであろう。
なお、上方慚進派が擁立しようとしている浅野大学自身がどのように思っていたのかは分からない。事件直後には藩士らが騒動を起こさないよう命じただけだったし、その後閉門されてしまったので、赤穂浪士らに連絡が取れなくなってしまったからである。

#### 江戸急進派の動き
堀部は同じく江戸詰めの高田郡兵衛、奥田孫太夫とともに吉良邸に討ち入ろうと試みたものの、吉良の実子の上杉綱憲が吉良邸を訪問するなど警戒が強く、討ち入りは難しかった 。
そこで3人はまず国元の藩士と合流しようと4月5日に江戸をたち、4月14日に赤穂に到着した。3人は大石に籠城を説くも大石は賛成せず、城を明け渡した4月22日に赤穂を出発した。

### 吉良の動向と江戸会議

#### 刃傷事件後の評判
吉良をお咎めなしとした幕府の裁定と当時の民衆の感覚の間には大きな隔たりがあり、当時の記録には浅野内匠頭の軽率さに非難が向けられる一方で、幕府による裁定の厳しさに対する同情論もあった。例えば『易水連袂録』にはもし浅野が吉良に対して「意趣」があり、それが「堪忍しがたきもの」なら浅野の行動は「乱気」でも「不行跡」でもないはずだと、浅野の行動に理解を示している。 また武士道の観点からいえば、売られた喧嘩を買わずに逃げるのは、武士にあるまじき不名誉な行為のはずである。
こうした世評があった為、吉良は世間の非難の目を意識して高家肝煎の辞職願を出さねばならなかったし、吉良の傷は14、5日で治ったのにわざと重く見せかけねばならなかったという（『栗崎道有記録』）。

#### 屋敷替え

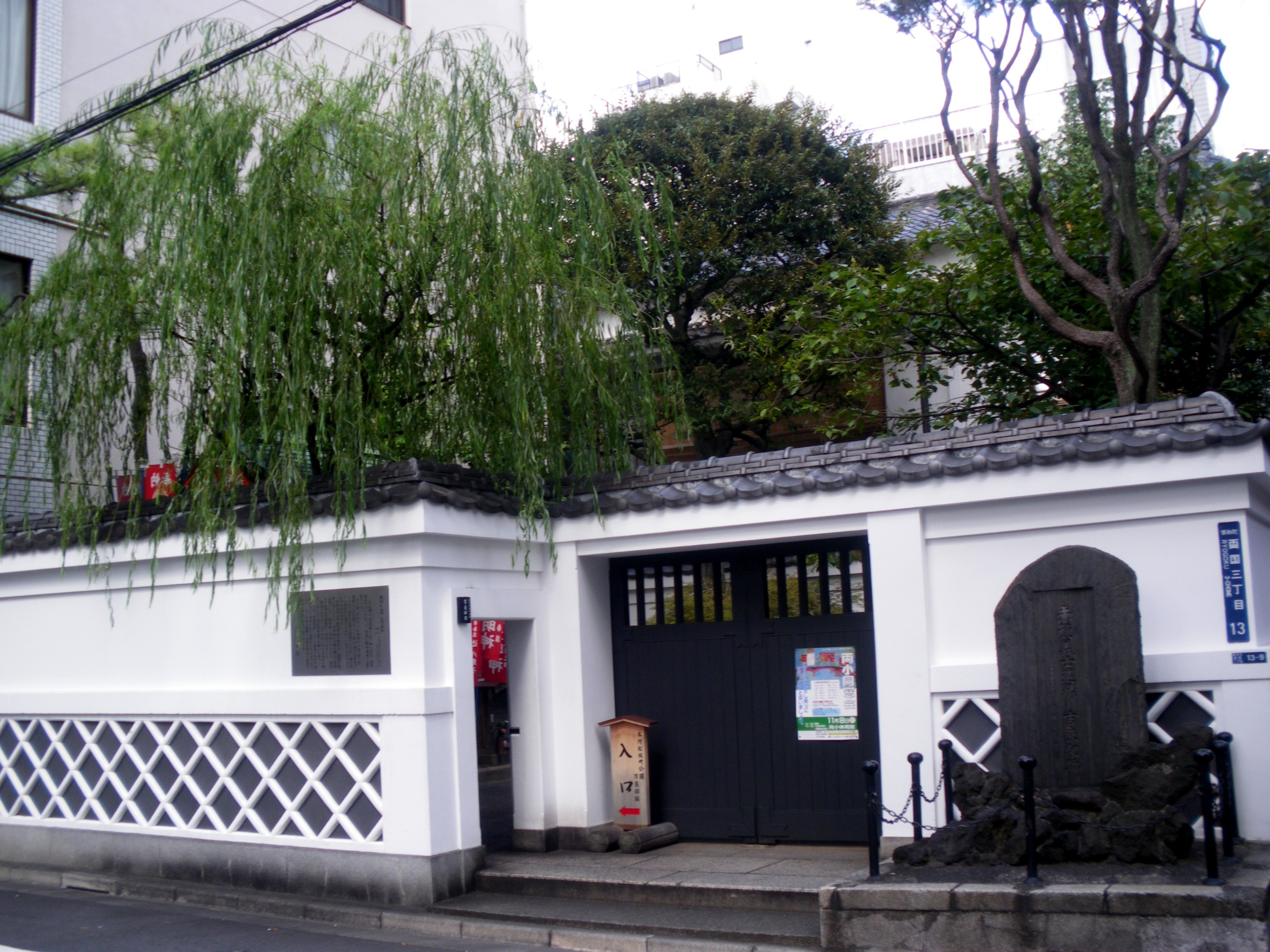
本所松坂町の吉良邸跡

吉良は3月23日にお役御免となり、8月19日日には呉服橋の屋敷を召し上げられて、江戸郊外の本所松坂町に移り住む事になった。
大名屋敷の多い呉服橋と比べ、人気のない郊外 にある本所はずっと仇討ちに適した場所であったので、討ち入りをしやすくするために吉良を郊外に幕府が移したのではないかという噂が江戸に流れた。
幕府がなぜこの時期に屋敷替えを命じたかは不明だが、吉良邸の隣の蜂須賀飛騨守は、赤穂浪士の討ち入りを警戒していて出費がかさむという理由で老中に屋敷替えを願い出ていた（『江赤見聞記』巻四）というので、こうした事情が影響したのかもしれない。

#### 江戸会議
堀部達急進派はこの屋敷換えを討ち入りのチャンスととらえ、大石に討ち入りをせまった。
そこで大石は急進派を説得する為、9月はじめ頃に赤穂浪士の原惣右衛門、潮田又之丞、中村勘助の３人を派遣し、さらに10月に赤穂浪士の進藤源四郎と大高源五を派遣したが、どちらも逆に説き伏せられて急進派に同調してしまった。
そこで大石は自ら江戸に下り、急進派を説得すべく11月4日と10日に会議をひらいた（江戸会議）。 大石は慎重派・穏健派ばかりを連れて行ったが、上方から派遣した同志達が堀部等に同調してしまっていたこともあり、議論は堀部等が望む方向で一方的に進んだ。
期限を区切らないと皆の士気が下がる、という堀部の主張を大石も受け入れ、堀部達は討ち入りの日の期限を決断するよう大石に迫り、大石は浅野内匠頭の一周忌には結論を出すことを約束し、近日中に京都近郊で会議を開く事にして結論を持ち越した。

### 吉良の隠居と山科会議

#### 吉良の隠居
自身の評判があまりに悪い事を知った吉良上野介が、隠居を願い出て、12月13日に許可され、家督を息子の吉良左兵衛が嗣ぐこととなった。
これを聞いて堀部たち急進派は焦り始めた。隠居した吉良が、息子の養子先である米沢の上杉家に引き取られてしまうと、討ち入りが難しくなってしまうからである。また吉良の隠居が認められたという事は、幕府から吉良へのこれ以上の処罰は望めないと堀部等は判断し、浅野内匠頭の一周忌までに討ち入りすべきだと主張した。
一方、大石内蔵助は浅野大学によるお家再興に影響が出る事を懸念し、討ち入りを先延ばしすべきだと主張した。吉良上野介が無理なら息子の吉良左兵衛を討てばよいし 、閉門はたいてい三年で解けるものだから、浅野大学の閉門が解かれるであろう主君の三回忌まで討ち入りを待ち、後悔しないようにすべきだというのである。

#### 山科会議
こうした中、京都の山科で、今後の行く末を決める会議が翌元禄15年2月15日から数日間執り行われた（山科会議）。
会議では、すぐさま討ち入りに行くという意見は少数で、しばらく様子を見るという結論になった。大石内蔵助は浅野内匠頭の三回忌まで待つべきであろうとしている。

#### 大石の動き
山科会議により討ち入りは延期になったので、大石内蔵助はお家再興の嘆願書を出している。大石の背後には再興を願う家臣達がおり、簡単には再興を諦められないのである。
しかしこの頃から大石は討ち入りは避けられないと覚悟したのか、累が及ばぬよう妻を離縁して実家に返している。事実大石は息子の主税に「寝ても覚めても吉良を討ち取る事を考えよ」といったという(『江赤見聞記』巻七)。なお離縁の際、大石の妻・りくは自分も「君父の志」を達する為に役に立ちたいと反論したが、大石は女人と一緒では内匠頭の為にならないからとこれを断ったという(『江赤見聞記』巻七)。

#### 大石の討ち入り構想
この頃の大石は、浅野大学を擁立した討ち入りを構想していた。浅野大学の閉門が解かれたら、すぐさま大学に討ち入りの許可を取り、その上で吉良をはじめとする討とうというのである。だから大石は、浅野大学と無関係に討ち入りしようとする堀部達の意見には賛同できなかった。
大石がこのような仇討ちにこだわった理由は、事件当時「仇討ち」というのは、親や兄などの目上の親族に対して行うものであり、主君の仇を討つというのは前例がなかったからである。しかし主君・浅野内匠頭の弟である浅野大学の指示によって吉良を討てば、従来通り兄の仇を討つという枠組みに収まる事になる。
後述するように、結局浅野大学による御家再興は頓挫したため大石のこのような仇討ち構想は実現する事はなく、吉良邸討ち入りは浅野大学の許可を得ずに行っている。このため討ち入りの際の口上書では、「君父の讐、共に天を戴くべからず」と仇討ちの概念を「父」から「君父」へと拡大している。こうした拡大された価値観が武士社会へと受容される事で、赤穂事件は武士の生き方と道徳を変え、武士道概念の体系化を促し、大名の「家中」が武士の帰属する唯一の集団へと変わっていくのである。

#### 江戸急進派の動き
一方の堀部達急進派は、大石の討ち入り期限の後ろ倒しに賛同した一部同志を名指しで非難するなど、大石・堀部両派の確執が深まっていった。
また彼らは山科会議による討ち入りの延期決定に素直に従いはしなかった。赤穂浪士の原惣右衛門が堀部らに、大石を見捨てて自分たちだけで吉良を討つ事を提案したのである。 大石ら主流派を除いて行動すれば、大石らが考えている浅野大学によるお家再興にも迷惑がかからないだろうし、吉良が油断している今なら、討ち入りに同調するであろう14、5人程度がいれば十分事を成し遂げられるだろうというのである。
堀部らはこれに賛同し、6月末に堀部は上洛して原、大高らと大石外しの相談におよび、7月の24、5日頃に再び江戸に帰ろうとしていた。

### 円山会議と神文返し

#### 円山会議
しかしまさにそのさなかに事態が急転した。7月18日に浅野大学が閉門のうえ本家の広島藩浅野家に引き取られる事が決定したのである。これはお家再興があり得ない事を事実上示している。大学は同日、本家の広島藩邸に移った。
大石は「穢れたる御名跡を立て置き候わんより、打ちつぶし申す段本望と存じられ候」と述べ、むしろ大学絶家を討ち入りの契機とすべしと同志たちに檄をとばす。
7月28日に京都の円山で会議を開き（円山会議）、大石は10月に江戸に上り吉良邸に討ち入る事を正式に表明した。
あらかじめ会合の予定があったわけではないので、参加者はたまたまその日京都周辺にいた人物である。このとき会議に参加したのは19人。うち17人は後に仇討に参加するメンバーである。
なお円山会議は秘密会議であった為、議論の詳細は一切分かっておらず、今日伝わる円山会議の「詳細」と称するものは初期の実録本『赤城義人伝』で創出されたものである。
堀部達は江戸に戻ると、隅田川で二艘の船を借り、月見の宴に装いつつ、船の中で同志達に円山会議の報告をしている（船中会議）。

#### 神文返し
山科会議の頃までは同志は120名ほどいたが、円山会議で討ち入りが決定すると、脱盟する者が続出する。この際、大石の親戚でありこれまで大石の行動を支えてきた奥野将監、小山源左衛門、進藤源四郎の三人が脱盟している。
大石は討ち入りの際、家中の主だった面々が加わっている事を強く期待していたが、位の高い彼ら三人が脱盟したことにより、それはかなわなくなった。大石は最期までこの事を恥じていたという。大石の発想は「大身の者ほど武士の倫理観を持つべきだ、というものだったのだろう」。
同志達の脱盟を受けて大石は、赤穂浪士の貝賀弥左衛門と大高源吾を派遣し、連判状から切り取った血判を返してまわった（神文返し）。そしてそれでもどうしても討ち入りをしたいと答えたものだけを同志として認める事にした。これにより同志は50人程度に減った。

#### 大石東下り
円山会議での約束にしたがい、浪士たちは８月末から目立たないように少人数で江戸へ下った。大石内蔵助自身も10月7日に京を出て江戸に下るのだが、それに先立ち息子の大石主税を江戸の一味の「人質として」差し出している。この段階になっても浪士たちの間にはまだ根強い相互不信が存在したのだ。
このころ、同志たちはすでに困窮を極めており、「年の若い者たち、生計が立ち行かなくなった者たちなどは早く討ち入りたがった」。大石内蔵助は彼らに金銭的な援助をしたが、すでに赤穂藩の残金も少なくなっており、もうあまり猶予はなかった。
12月2日 頼母子講を装って 深川八幡前の大茶屋  に集まり、討ち入り当日の詳細を決めた（深川会議） 。

### 討ち入り

#### 討ち入り日の決定
赤穂浪士達は討ち入りの日を12月14日に決めた。 というのも、吉良がこの日に茶会を開くために確実に在宅している事を突き止めたからである  。
茶会の情報を手に入れたのは 内蔵助の一族である大石三平であった 。大石三平は茶人山田宗偏の弟子なのだが、三平と同門の材木屋の所に在宅していた神道家の羽倉斎宮が江戸で神道や歌道を教えており、その関係で羽倉は吉良邸にも出入りしていて、この情報を聞いたのである。
11月になってからも江戸潜伏中にも同志の脱盟が続き、討ち入り三日前の12月11日まで同志の中にいた毛利小平太（20石3人扶持）も脱盟し、最後まで残った同志の数は47人となった。

#### 討ち入り当日

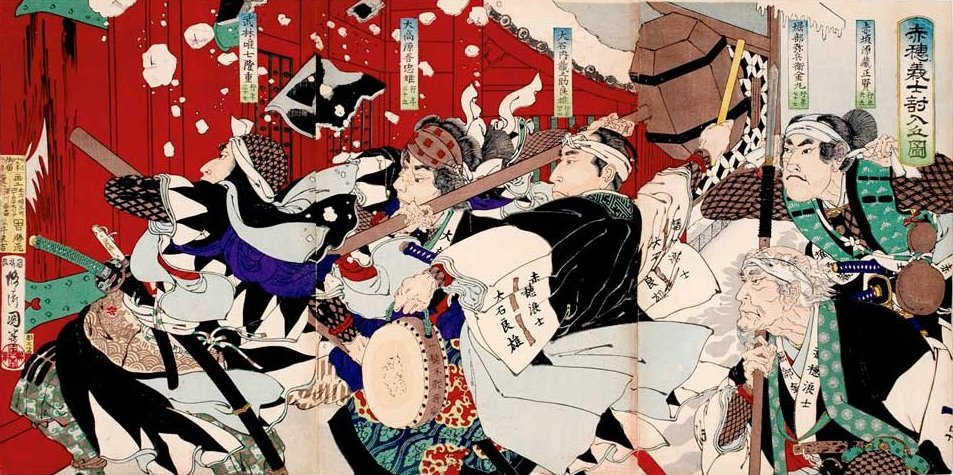
吉良邸討ち入り。二代目山崎年信画、1886年

元禄15年12月14日、四十七士は堀部安兵衛の借宅と杉野十平次の借宅にで着替えを済ませ、寅の上刻(午前4時頃)に借宅を出た。そして吉良邸では大石内蔵助率いる表門隊と大石主税率いる裏門隊に分かれ、表門隊は途中で入手した梯子で吉良邸に侵入、裏門隊は大きな木槌で門を打ち破り吉良邸に侵入した。
表門隊は侵入するとすぐに、口上書を入れた文箱をくくりつけた竹竿を玄関の前に立てた。
裏門隊は吉良邸に入るとすぐに「火事だ！」と騒ぎ、吉良の家臣たちを混乱させた。また吉良の家臣達が吉良邸そばの長屋に住んでいたのだが、その長屋の戸口を鎹（かすがい）で打ちつけて閉鎖し、家臣たちが出られないようにした。 吉良邸には100人ほど家来がいたが、実際に戦ったのは40人もいなかったと思われる。
隣の屋敷の屋根から様子をうかがっている者がいたので、片岡源五右衛門と小野寺十内が仇討ちを行っている旨を伝えたところ、了承したしるしに高提灯の数が増えた。
四十七士は吉良の寝間に向かったものの、吉良は既に逃げ出していた。茅野和助が吉良の夜具に手を入れ、夜具がまだ温かい事を確認した。吉良はまだ寝間を出たばかりだったのである。四十七士は吉良を探した。
そして台所の裏の物置のような部屋を探したところ、中から吉良の家来が二人切りかかってきたのでこれを返り討ちにし、中にいた白小袖の老人を間十次郎が槍で突き殺した（異説あり。詳細後述）。この老人が吉良であると思われたので、浅野内匠頭が背中につけた傷跡を確認し、吉良方の足軽にこの死骸が吉良である事を確認させた。無事吉良を打ち取ったのである。
そこで合図の唐人笛（チャルメラ）を吹き、四十七士を集めた。
ここまでわずか一時間、もしくは二時間程度。 吉良側の死者は史料より15人～18人、負傷者は19～23人であった。
一方の赤穂浪士側には死者はおらず、負傷者は二人で、原惣右衛門が表門から飛び降りたとき足を滑らせて捻挫し、近松勘六が庭で敵の山吉新八郎 と戦っているときに池に落ちて太ももを強く刺されて重傷をおっている。
浪士たちの討ち入り事件は、討ち入り2日後の14日の記録にすでに「江戸中の手柄」と書いてあるほど、すぐさま噂として広まった。

#### 泉岳寺への引き上げ

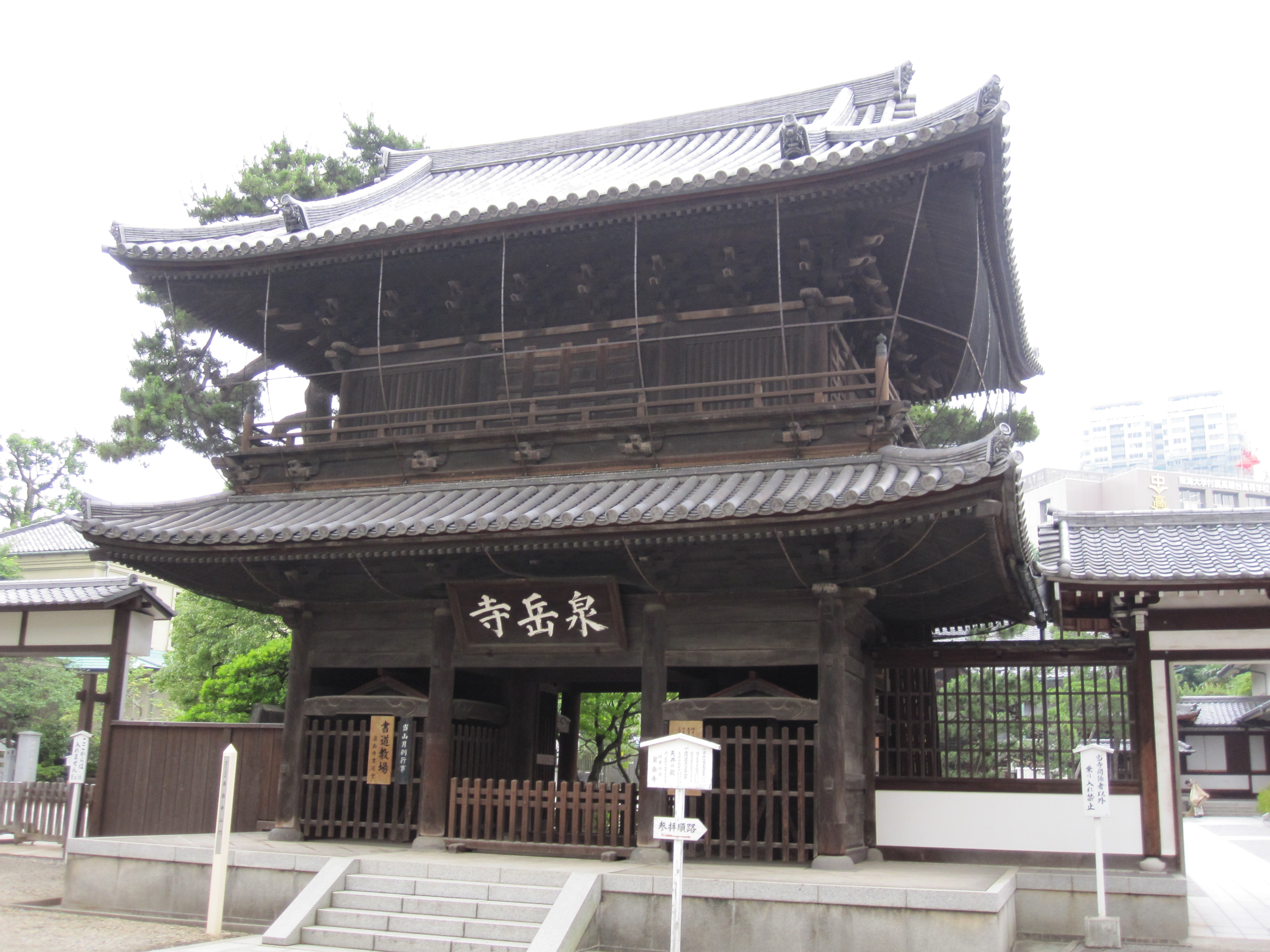
浅野内匠頭が埋葬された泉岳寺

吉良を討った浪士達は、亡き主君・浅野内匠頭の墓前に吉良の首を供えるべく、内匠頭の墓がある泉岳寺へと向かった。 途中回向院で休憩しようとしたが、難を恐れて拒絶された。 また理由は分からないが四十七士の一人寺坂吉右衛門がどこかに消えた。その理由は古来から謎とされている（詳細後述）。
泉岳寺についた一行は内匠頭の墓前に吉良の首を供え、一同焼香した。

### 赤穂浪士の最期

#### 赤穂浪士の大名家お預け
赤穂浪士の吉田と富森から討ち入りの報告を受けた大目付の仙石伯耆守は、月番老中の稲葉丹後守正往にその旨を報告し、二人で登城して幕府に討ち入りの件を伝えた。
幕府は赤穂浪士を、細川越中守綱利、松平隠岐守定直、毛利甲斐守綱元、水野監物忠之の4大名家に御預けとした。細川・松平・水野家に預けられた赤穂浪士達は罪人というより英雄として扱われたという。一方、毛利家は浪士の部屋をくぎ付けにする、風呂も使わせない、私語も許さないなど罪人として厳しい扱いをした記録が残る。

#### 浪士切腹の決定
赤穂浪士討ち入りの報告を受けた幕府は浪士等の処分を議論し、元禄16年2月4日（西暦1703年3月20日）、彼らを切腹にする事を決めた。赤穂浪士が「主人の仇を報じ候と申し立て」、「徒党」を組んで吉良邸に「押し込み」を働いたからである。
ここで重要なのは幕府が「主人の仇を報じ候と申し立て」という言い回しをしている事である。 あくまで赤穂浪士達自身が「主人の仇を報じる」と「申し立てて」いるだけであって、幕府としては討ち入りは「徒党」であり仇討ちとは認めないという立場なのである。
通常、このような罪には斬首が言い渡されるが、赤穂浪士達の立場を考慮したのか、武士の体面を重んじた切腹という処断になっている。切腹の沙汰に大石ら赤穂浪士は、涙を流したと記録されている。

#### 切腹

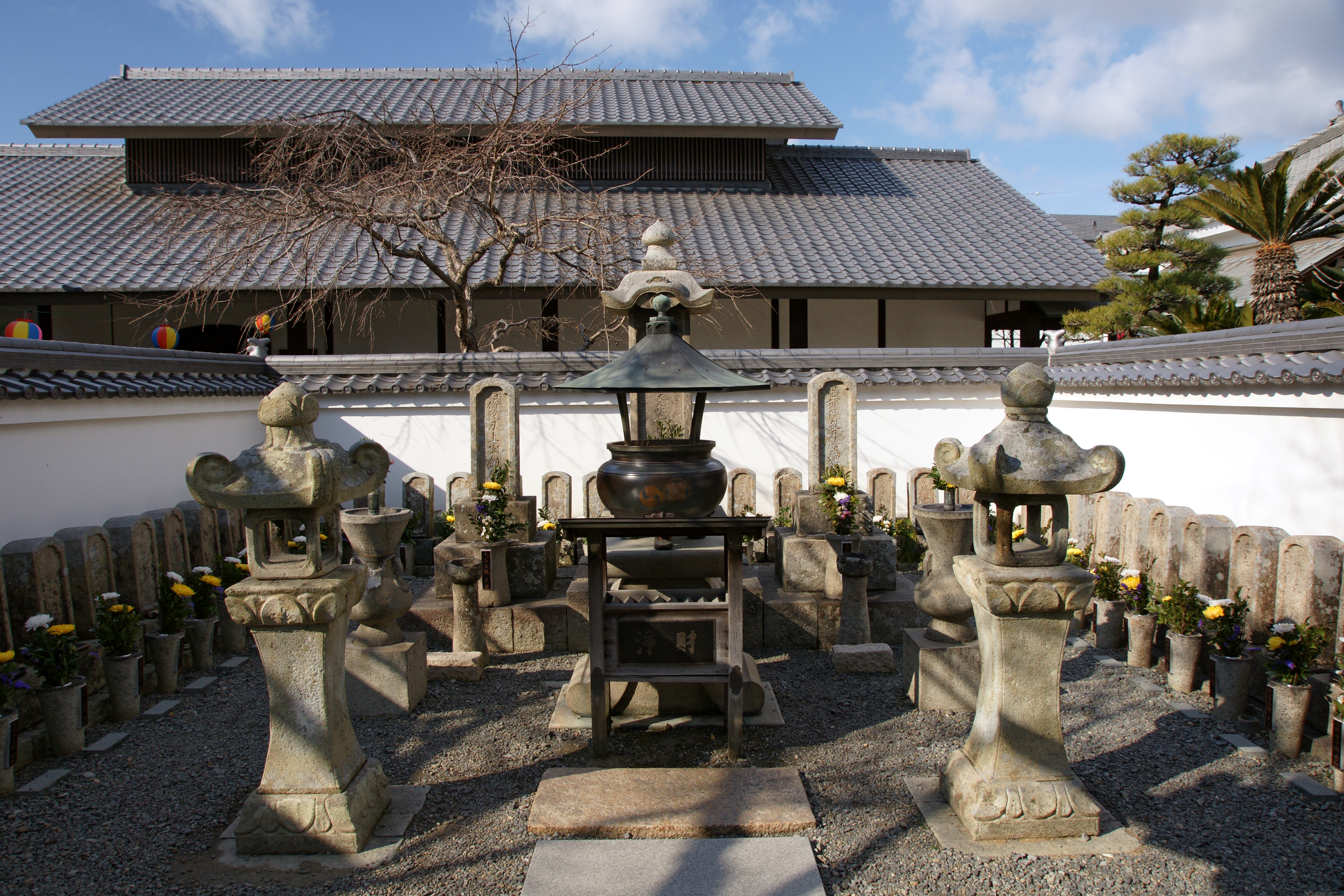
花岳寺の赤穂義士の墓

元禄16年2月4日 (旧暦)（西暦1703年3月20日）、幕府の命により、赤穂浪士達はお預かりの大名屋敷で切腹した。 切腹の場所は庭先であったが、切腹の場所には最高の格式である畳三枚(細川家)もしくは二枚(他の3家)が敷かれた。

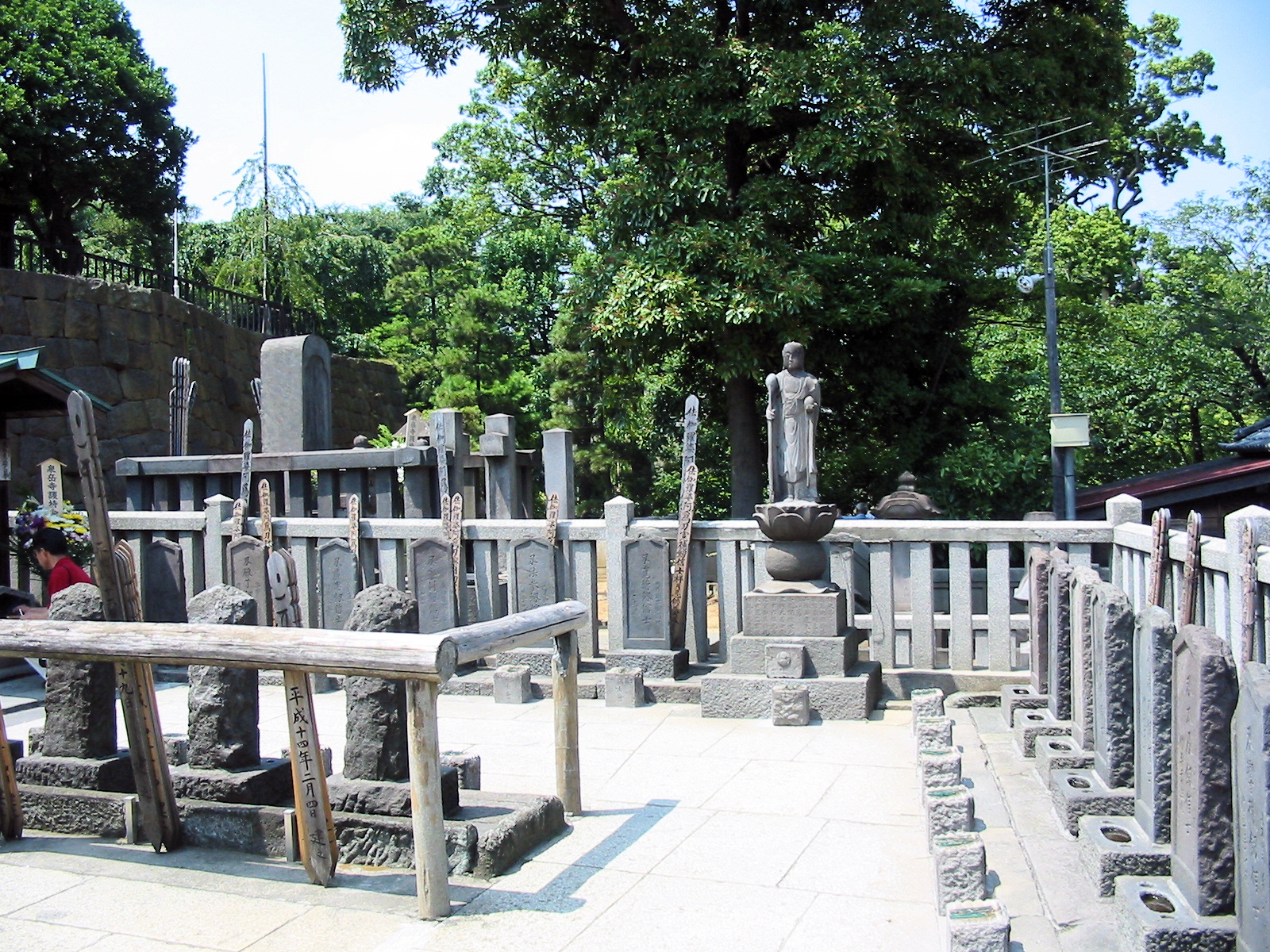
泉岳寺の赤穂浪士の墓

当時の切腹はすでに形骸化しており、実際に腹を切ることはなく、脇差を腹にあてた時に介錯人が首を落とす作法になっていた。細川綱利は切腹跡についた血を清掃しようとする藩士に対して赤穂浪士は吾藩のよき守り神であるとして清掃する必要なしと指示している。
赤穂浪士の遺骸は主君の浅野内匠頭と同じ泉岳寺に埋葬された。 赤穂の浅野家菩提寺である花岳寺にも37回忌の元文4年（1739年）に赤穂浪士達の墓が建てられている。（墓には赤穂浪士の遺髪が埋められたと伝えられる）。

### 余波

#### 吉良家への処罰
赤穂浪士の切腹と同日、吉良家を継いだ吉良左兵衛義周を信濃高島藩主諏訪安芸守忠虎にお預けとされた。
幕府が吉良左兵衛の処分を命じた理由は、義父・吉良上野介が刃傷事件の時「内匠に対し卑怯の至り」であり、赤穂浪士討ち入りのときも「未練」のふるまいであったので、「親の恥辱は子として遁れ難く」あるからだとしている。ここで注目すべきは吉良上野介の刃傷事件の時のふるまいが「内匠に対し卑怯」であるとしている事で、幕府は赤穂浪士の討ち入りを踏まえ、刃傷事件の時は特にお咎めのなかった上野介の処分を実質的に訂正したのである。
左兵衛はその後20歳余りの若さで亡くなり、ここに吉良家は断絶する事になった。

#### 赤穂浪士の遺児の処罰と赦免
赤穂浪士の遺児らも、15歳以上の男子は伊豆大島に遠島、15歳未満の男子は縁のあるものにお預けとなり、15歳になるのを待って遠島という処分が幕府から下された。（女子は構いなし）。
15歳以上の男子は4人（吉田伝内、中村忠三郎、間瀬惣八、村松政右衛門）おり、彼らは処分にしたがって遠島に処せられた。
間瀬惣八のみ22歳で伊豆大島で病死したが、3人は宝永3年に放免された。他の遺児たちも綱吉が死去した宝永6年に大赦とされた。

#### 浅野家の再興
綱吉が死去した宝永6年８月には、内匠頭の実弟である浅野大学も赦免され、500石の旗本に列した。
大石内蔵助の三男である大三郎も、広島の浅野宗家に内蔵助と同じ1500石で召抱えられた
三次藩主・浅野長澄（瑤泉院の義甥）は浅野宗家と共に討ち入りを阻止すべく動いていたが、事件後に謹慎の処分を受けた。

### その後

#### 大石家
寛政9年（1797年）以降に一族の横田温良が大石に改姓し、大石の名跡を再興したという。広島藩では温良系図の主張を疑問視し、小山流大石家（大石宗家・上士・知行高1200石）の相続はできなかった。
しかし、大石家が絶えるのを惜しんだ藩は、7月25日に、温良が別家として横田流大石家（知行高500石・馬廻組のち江戸詰）を立てるのは認めた。良督のあと良知が萱野氏から入る。 最後の大石家当主・大石多久造は明治22年（1889年）に亡くなり、横田大石氏も断絶した。
広島の横田大石氏が別家扱いになったのち、赤穂に墓のある大石家の祭祀は、赤穂浪士の装束等の遺品を預かり、信清の瀬左衛門家を継承した大石良饒が大石宗家（森家赤穂藩士）となり、赤穂にて祭祀を継承している。現在も、信清系大石氏の当主が義士祭などに参加されている。

#### 赤穂藩
浅野家の改易後、赤穂藩は元禄14年（1701年）の内に永井直敬が引き継ぐ（下野国烏山藩より転封、3万2000石）。5年後の宝永3年（1706年）には森長直に交代し（備中国西江原藩より転封、2万石。永井氏は信濃国飯山藩へ転封）、そのまま廃藩置県まで異動はなかった（12代165年）。

#### 吉良荘
吉良家の断絶後、高家職などは上野介の弟・東条義叔が継承して子孫は吉良を称したが、知行は武蔵国児玉郡と賀美郡内の自身の領地にとどまり、吉良荘は西尾藩のほか大多喜藩や沼津藩などの飛び地、寺社領、天領といった様々な領主の統治下に置かれた。また、上野介の官名に因む、上野国白石の吉良家飛び地700石は、吉井藩、佐野藩、天領ほか、複数の旗本が統治した。

#### 城・陣屋・家臣宅
赤穂城下にあった浅野家旧臣の屋敷群は、永井家赤穂藩では全く使用されず、森家が建物を破壊した。城内では、享保14年（1729年）に、三の丸の旧・大石良雄邸が全焼し、再建されなかった。1876年（明治9年）の城払い下げにより荒れ果てた。（現在は「大石邸長屋門」が復元されている。）
建造物の残骸は放置され、中村清右衛門の屋敷跡などはごみの投棄場所となり、近代には完全に埋め立てられていた。近年の発掘調査で遺構（井戸の跡など）が出土している。

### 明治維新後の顕彰
文明開化を謳う明治維新の藩閥政府は赤穂義士に厳しく、泉岳寺も荒廃の時期だったと自らを回想している。同様に大石神社も、創建が許可されたのは30年以上も経ってからであり、募金も集まらず大町桂月など国粋主義者による反対もあった。神社完成は大正を待たねばならなかった。
- 1868年（明治元年）11月、東京に移った明治天皇は泉岳寺に勅使を派遣し、大石らを嘉賞する宣旨と金幣を贈った[192]。
- 1900年（明治33年）に赤穂に大石神社（赤穂大石神社）を創設する認可が出た。1912年（大正元年）に大石神社の社宇が完成、鎮座し、1928年（昭和3年）には県社に昇格した[193]。
- 1933年（昭和8年）、京都市山科に大石神社（京都大石神社）の創立が許可された。1935年（昭和10年）、大石神社建設会などの寄付により社殿が竣工し、1937年（昭和12年）4月には府社に列格する。
- 1978年（昭和53年）、大石邸長屋門が再建された。良雄が出入りした当時のものは江戸期に火災で焼失していた[194]。

### 海外への伝播
- 室鳩巣が『赤穂義人録』を漢文体全2巻1冊で著わしており、上巻は赤穂藩主浅野長矩が江戸城松の廊下で吉良義央に刃傷を起こした事件から、赤穂藩の家老であった大石良雄ら四十七士が吉良を討ち取って江戸幕府から切腹を命じられた経緯が時系列に記され、下巻は大石以下四十七士の経歴や逸話が記されている[195]。青地兼山（鳩巣の門人）の『兼山秘策』によれば、新井白石や対馬藩士との話で四十七士に関心を持った朝鮮通信使のために漢文体による赤穂事件の史料を求めていた対馬藩家老・平田直右衛門の要請を受けて、鳩巣が通信使に『義人録』の写本を与えることになり、鳩巣は兼山への書状で「四十七士に対して、私もずいぶん奉公したものです」と報告している[196]。
- 鳩巣は同書を単に四十七士の称賛する目的だけで作ったのではなかった。奥村脩運の跋文には『資治通鑑綱目』に比するものを目指し、上は朝廷から下は士庶に至るまで、さらに異域（海外）でも読まれるようになることを期待していたと記している[197]。実際、鳩巣は日本の慣習を知らない海外の読者を意識して、朝廷と幕府の二重体制や公武関係の説明を省いて幕府を含めて「朝廷」と表記し、日本独自の習慣と思われるもの（名乗りの方法、月代のスタイル、仏教による葬儀など）は全て「和俗」であると断りを入れている。
- 中国では清代に『海外奇談』文政3年（1820年）として赤穂事件が漢文で出ている。近年でも中国語や韓国語に赤穂事件は翻訳され、赤穂市は両国語話者の留学生も受け入れている。

## 討ち入りに対する見解

### 江戸時代の儒学者たちによる議論

#### 「仇討ち」か否か
主君の遺恨を晴らすべく命をかけて吉良邸に討ち入った「義士」達が切腹に処せられた事は人々に大きな衝撃をもって迎えられた。
儒学者たちの間でも、赤穂事件の是非をめぐって論争が巻き起こり、その論争は幕末まで続いた。論争がこのように長く続いたのは、この問題が武士の生き方や幕藩制度の構造に深くかかわるものだからである。
論争の焦点は多岐にわたるが、その主なものは赤穂浪士の行動が「義」にあたるのかという事である。これは浪士達の吉良邸討ち入りが「仇討ち」とみなせるかどうかにかかっている。浪士達の行動が「仇討ち」だとすれば、それを果たした浪士達は忠臣であり義士であるという事になるし、そうでなければ彼らは忠臣でも義士でもない事になるのである。
この事件当時「仇討ち」というのは子が親の仇を討つなど目上の親族のために復讐することを指し、主君の仇を討ったのは本事件が初めてであるため、本事件が仇討ちに当たるか否かは事件当時は自明なことではなかった。
この問題は武士の生き方や幕藩制度の構造に深くかかわるものであったこともあり、論争は幕末まで続いた。

#### 「義士」としての肯定論
赤穂浪士達が切腹した元禄16年には早くも林鳳岡が『復讐論』を著し、「義士」達が主君の讐を討つのは儒教的道義にかなうとして彼らの行動を賛美した。しかし鳳岡は同時に、彼らは法を犯した者達であるから「法律」の観点からは処罰は正当であるとして幕府の裁定を肯定した。ただし鳳岡は、儒教的道義にかなう行為がどうして罰せられなければならないのかという肝心な点には答えていない。
また同じく元禄16年には朱子学者の室鳩巣が赤穂事件に関する最初の「史書」である『赤穂義人録』を著し、義士を賛美した。本書では泉岳寺引き上げの最中にどこかに消えた寺坂吉右衛門は大石内蔵助の命で浅野大学のもとへ向かったのだとし、寺坂を義士の一人に数え赤穂浪士は寺坂を含めた「四十七士」だとした。これにより「四十七士説」は生まれた。
ただし、室は周の武王が殷を伐った行為とこれに抗議して餓死した伯夷兄弟の行為が後世ともに称えられた例を引き合いに出して義士への賛美と幕府の処分の正当性は矛盾するものではないとしている他、大石の忠義は称えつつも家老の職務は藩主が過ちを犯さないように補佐するものであると指摘して刃傷事件の原因は大石の家老としての能力不足にもあるという批判もしている。なお本書は「史書」として出されたものであるが、今日の目から見れば赤穂事件に関する虚伝俗説を信用して書かれたもので随所に史実とは異なる記述がある。
浅見絅斎は「内匠頭が大礼がおこなわれる殿中であるのをはばからず、私怨のために刃傷に及んだのは甚だしい落ち度」としつつも、「大法を以って云えば、個人同士の喧嘩においては両成敗の法であり、内匠頭が成敗になれば上野介も成敗になってしかるべき」「大石らが討ち入り後は自害にもおよばず、面々の首を差しのべて上に任せたのは殊勝である」と述べ、その後も義士論叢は続けられた。
近代に入ってからは新渡戸稲造が、赤穂義士を「武士道」および「義」の実践者として海外（米英語圏）に紹介している。赤穂藩邸跡の農民地（芥川生家の家業は牛乳製造）近くで生まれた芥川龍之介は「或日の大石内蔵助」を書き、作中人物の口を借りて切腹に臨む大石らを称えるとともに、高田、新藤、小山といった所謂「不義士」を罵倒している。

#### 赤穂浪士への批判・否定論
一方、佐藤直方は『四十六人之筆記』（宝永2年以前）において、内匠頭の刃傷において吉良上野介は無抵抗に逃げただけだという事実に着目し、刃傷事件は喧嘩ではなく内匠頭の暴力に過ぎず、よってそもそも上野介は赤穂浪士にとって「君の讐」でないとした。また佐藤は、赤穂浪士達は吉良邸討ち入りの後に自主的に切腹すべきで、そうせずに幕府に報告にあがったのは、生きながらえて禄をはむためではないかと批判している。
荻生徂徠も、『政談』のうち「四十七士の事を論ず」（宝永2年ごろ）において、内匠頭は幕府に処罰されたのであって吉良に殺されたわけではないから吉良上野介は赤穂浪士にとって「君の仇」ではなく、「内匠頭の刃傷は匹夫の勇による「不義」の行為であり、赤穂浪士の行動は、「君の邪志」を引き継いだものだから「義」とは認められないとして死を与えるべき」と主張している。
一方、「徂徠擬律書」では、同情の憐みを禁じえないものの君の邪志」を引き継いだものだから「義」とは認められないとし、「今四十六士の罪を決せしめ、侍の礼を以て切腹に処せらるるものならば、上杉家の願も空しからずして、彼等が忠義を軽せざるの道理、尤も公論と云ふべし。」と「義士切腹論」を述べたとされている。
しかし、赤穂市は「徂徠擬律書」が、幕府に残らず細川家にのみ残っていること、上述の「四十七士の事を論ず」と比べ徂徠の発想・主張に余りに違いがありすぎることから、後世の偽書であるとの考察をしている。
享保17年に太宰春台が『赤穂四十六士論』で「義士」を徹底批判した事で、義士論争は新たな局面を迎える。春台の論が斬新なのは、幕府の処罰の可否を正面から論じた事にある。春台によれば、浅野は吉良を傷つけただけなのに浅野を切腹に処したのは幕府の処罰が過当である。よって赤穂浪士達は吉良を恨むのではなく幕府を怨むべきであり、彼らは幕府の使者と一戦を交えた後、赤穂城に火を放って自害するべきだったという。
三宅尚斎も「浅野法ヲ犯シ公朝ヨリ誅セラレ、吉良ガ殺シタルニ非ザレバ、吉良ヲ讎（あだ）トシテ討チシハ不当事ト云フベキニ似タリ」と主張している。
野村東皐（公台）は延享2年（1745年）、『大石良雄復君讐論』にて「君子の忠は義に協ったものでなければならず、大石のは「侠」であっても「義」に非ず。君の私事（邪志）を継いだ不義の忠である」と述べた。

### 明治以降
福沢諭吉は『学問のすゝめ』で「赤穂不義士論」を展開し批判された。大日本帝国で陸軍士官学校教授を勤めた内田百間は、「秩序の破壊と復讐を行なった」と（本人は陸軍時代に従五位を拝受）赤穂義士を否定する論説を書いている。
三田村鳶魚は、「江戸学」に関する複数の評論・随筆において「あくまで実証・考証に立場を置きながら、伝説や脚色を廃して観察した一件の顛末を記した」として「是は是、非は非」の立場で意見を述べている。。
徳富蘇峰は、『近世日本国民史』で赤穂義士が「吉良を故君の仇と思ふは愚の至り」と思想も述べ、「浅野は我儘一徹の暗君」「大石は只の救い難き好色」など酷評した。一方で久松家松山藩邸の切腹地に「赤穂浪士十名切腹ノ地・伊太利大使館」の揮毫をしている。

## 事件についての学術的な議論

### 刃傷の原因
浅野内匠頭は刃傷に及んだ理由を説明していない為、刃傷の原因は今日に至るまで不明である。そのため、様々な説が唱えられている。

#### 遺恨に関して
原因は何らかの「遺恨」にあるとされ、『梶川与惣兵衛筆記』の写本によっては内匠頭は刃傷の際「此間の遺恨、覚えたるか」と言ったと書いてあるし、『多門伝八郎覚書』には、多門が近藤平八郎と共に内匠頭を事情聴取したとき、内匠頭は一言も申し開きもないとした上で次のように述べたという
また浅野内匠頭は事情聴取に対し下記のように答えている：
一方、吉良の方は全く身に覚えがないとしている。
しかし身に覚えがあると言えば立場が悪くなるのは目に見えているので、身に覚えがあったとしても隠してこのようにいうであろう。
四十七士の一人堀部安兵衛が方々にそれとなく聞いてみたが、「人びとはそれを知ってながら口にすべからざるタブーとして沈黙を守っているようだった」という。
安兵衛の舅の堀部弥兵衛が討ち入り前に書いた『堀部弥兵衛金丸私記』には以下のように原因が吉良の悪口にあると記している：
内匠頭が吉良に「武士道立たざる様に至極悪口」を言われたのはおそらく刃傷事件当日だろうから堀部弥兵衛がどこまで事情を知っていたか疑問ではある。しかし、少なくとも赤穂藩の家臣達の間では、内匠頭が吉良に「武士道立たざる様に至極悪口」を言われたことが原因であると信じていたのだろう。
なお堀部弥兵衛は続けて「悪口は殺害同様の御制禁」と書いており、吉良がその御制禁を犯したから内匠頭はそれに応じたまでだとしている。
実際、この時代悪口は明文化されてないものの「殺害同様の御制禁」だった。

#### 刃傷は突発的なもの（乱心）か
梶川与惣兵衛によれば、刃傷の少し前に梶川が浅野と話した時には特に異変を感じていなかったといい、刃傷は突発的犯行だった事が推測される。実際、刃傷の無計画さはよく指摘され、吉良を仕留めるのであれば、切りかかるのではなく刺し殺すべきで、江戸城における過去の刃傷事件では、小刀で刺す事により、相手を仕留めている。
また田村邸に預けられた浅野内匠頭は家臣に次のように伝えてほしいと依頼したという（『御預一件』）
「今日やむを得ざる事情」があったという事は、この日に何かあって突発的に斬りつけたのだともとれる。少なくとも以前からこの日に斬りつけようと計画したわけではないと思われる。
一方、『元禄世間話風聞集』には刃傷事件に居合わせた茶坊主のものとされる文書が残っており、これによれば内匠頭は「小用に立つ」といって席を立ち、大廊下を通り、「覚えたか」といって上野介に切りかかったという。これを信じれば、吉良から悪口（があったかどうかは不明であるが仮にあったとして）を言われた直後にカッとなって刃傷におよんだわけではなく、悪口のあと多少なりとも時間をかけた後に切りかかったことになる。
2016年12月には、京都の西本願寺で事件直後に記した古文書が発見され、そこには「浅野内匠頭殿　乱心」「浅野内匠頭殿の乱心の様子を承りたい」とあり、乱心説は刃傷事件直後の時点で既に有力な説として存在したことは事実のようである。

#### 前回の勅使御馳走役の差
浅野内匠頭はこの時二度目の勅使御馳走役であったが、それゆえ「前々の格式」にこだわりすぎ、そこから吉良との確執が生まれたのかもしれない。
また前回の勅使御馳走役の後、急激な物価上昇があったため、前回の額面が通用しなくなっていた。
浅野内匠頭が「前々の格式」にこだわりすぎたとすれば、物価上昇ゆえ、現実にそぐわないものになっていたであろうし、
風説にあるように吉良に「付届け」が必要だったとすれば、その額も物価上昇ゆえに少なすぎるものになっていたであろう。

#### 賄賂
当時の文献には吉良が暗に賄賂を要求したのに浅野内匠頭が十分な賄賂をおくらなかった事が両者の不和の原因だとするものがある。
ただし、たかだが五千石の高家である吉良から浅野などの大名が指南を受ける場合何らかの贈り物をするのが当然だった。

賄賂に関して書かれた文献には例えば『江赤見聞記』の一巻があり、以下のように記されている：
文中にある「喜六、政右衛門」は建部喜六（250石）と近藤政右衛門(250石)で、ともにこうした折衝にあたる江戸留守居役である。
また事件直後に書かれた『秋田藩家老岡本元朝日記』にも次のようにある
ただしこの記事は事件直後のものなので、内匠頭への同情が入っているかもしれない。
尾張藩士の朝日重章も『鸚鵡籠中記』に次のように記している：
朝日は当時名古屋にいたから、これが全国的に広まった噂なのであろう。
ただし、『鸚鵡籠中記』は英邁と言われた徳川吉通を「愚行を繰り返す暗君」と評するなど、いわば主君を侮辱する「不忠臣」のような記述が多く、尾張藩では禁書扱いで尾張徳川家では公式資料とはされていない。

#### 浅野内匠頭のストレス
『冷光君御伝記』によれば、浅野内匠頭は勅使御馳走役が嫌で仕方がなかったらしく、「自分にはとても勤まらない」と述べている。
御馳走役はほぼ家中をあげて準備をしなければならず、接待費は藩ですべて持たねばならず、しかも典礼の詳細は高家肝煎である吉良の指図を受けねばならないなど、ストレスの溜まる仕事であった。特にこの年は、綱吉が最愛の母を慣例に反してまで従一位に推そうとしていたため、綱吉は公家の接待に熱心であり、例年よりも緊張を強いられた。
また内匠頭は11日ころから持病の痞（つかえ、詳細後述）が出るなど、心身に不調をきたしていた事もストレスの表れかもしれない。
こうしたストレスが爆発して、刃傷に及んだのかもしれない。

#### 浅野内匠頭の性格
吉良を治療した金瘡外科の栗崎道有は『栗崎道有記録』で「我慢できない事でもあったのか、内匠頭は普段から短気な人間だったというが、上野介を見つけて小さ刀で抜き打ちに眉間を切りつけた」と述べ、さらに内匠頭と上野介の人間関係はかねてからよくなかったと記している。
『土芥寇讎記』という、元禄3年時点での大名の家計、略歴、批評等を書いた本には「内匠頭は智のある利発な人物で、家臣の統率もよく領民は豊かである。しかし女好きが激しく、内匠頭好みの女性を見つけてきた者が立身出世し、女性の血縁者も禄をむさぼるじょうたいにある。昼夜を問わず女色に耽っており、政治は家老に任せきったままだ」とある。
そして同書は大石内蔵助と藤井又左衛門を主君の内匠頭を諫めない不忠な家臣としている。
元禄14年春に作成された『諫懲後正』には内匠頭は武道を好むが文道を好まず、知恵もなく短慮だが職務を怠らず不行跡なことはないとしている。
多門伝八郎は内匠頭が「私は乱心したわけではないから離してほしい」と内匠頭を抱きとめた梶川与惣兵衛に言っていたと書き留めており、当人の言によれば内匠頭は「乱心」したわけではない。
幕府は当初、内匠頭が乱心したと思い、外科の栗崎道有を呼んだが、結局乱心ではないと判断されたため、治療の判断を上野介にゆだね、治療費は上野介の自費になった。

#### 否定された理由

##### 吉良のいじめ

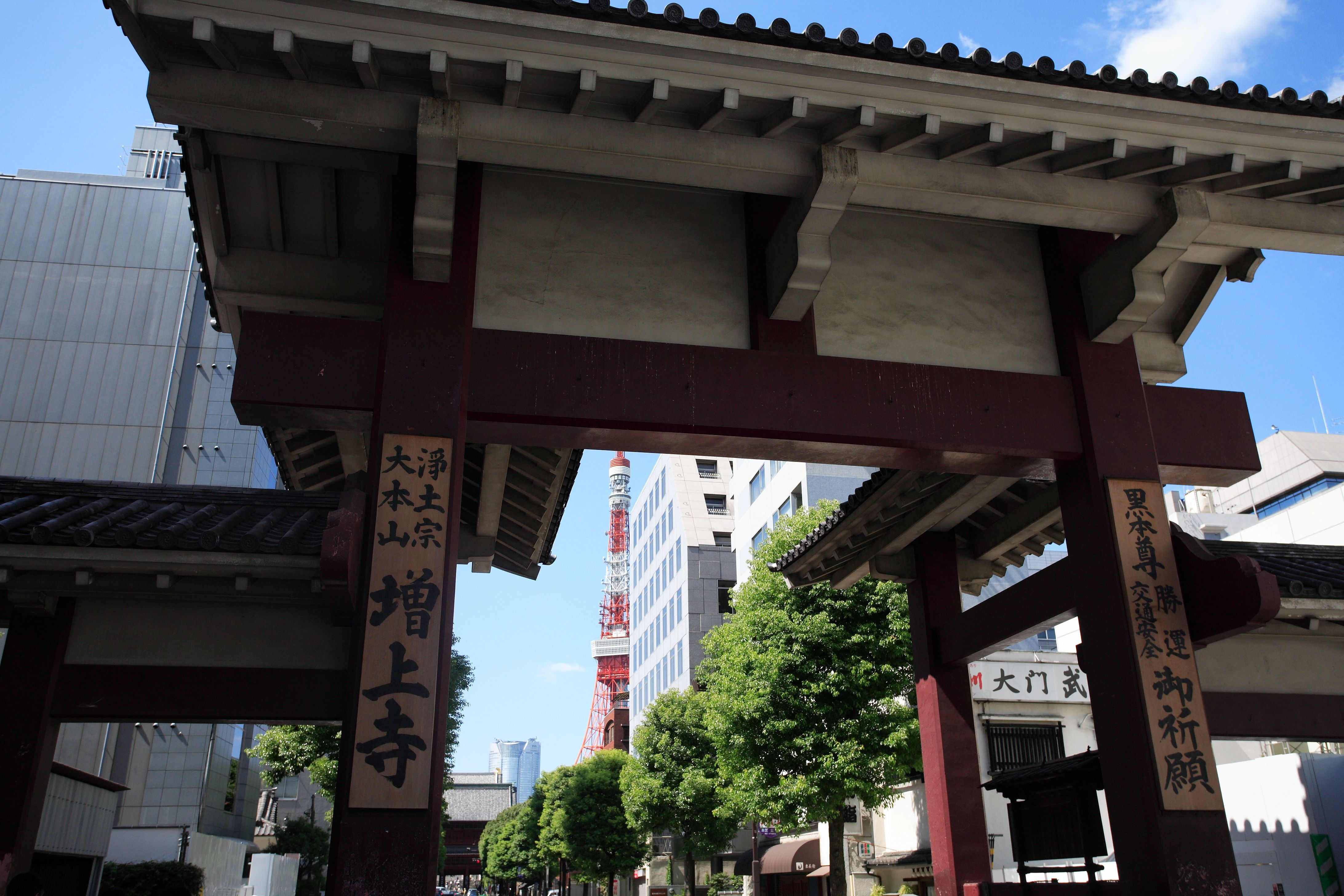
畳替えのいじめがあったとされる増上寺の山門

史実に俗説を取り交えて書かれた『赤穂鍾秀記』（元禄16年元加賀藩士の杉本義鄰著）の憶測によれば、吉良は元来奢侈で利欲深く、いつも過言し、「付届け」の少ない者には指図を疎かにしたり陰口をたたいたりする人物であったという。
同書によれば、浅野が吉良に付届けをしなかったので吉良は不快に思い、浅野が勅使をどこで迎えるべきかと吉良に問うたところ、「そんな事は前もって知っておくべきだ」と嘲笑し、「あのような途方もないことをいう人間にごちそう人が勤まるか」と少し声高に雑言したという。同書はさらに、勅使が休憩する増上寺宿坊の畳替えを吉良が指示せず浅野内匠頭が危うく失態を招きそうになったという話や、「吉良から無礼な事をされても堪忍すべきだ」と親友の加藤遠江守から浅野が忠告されたという話が載っている。
後の「赤穂義士」観に決定的な影響を与えた室鳩巣の『赤穂義人録』（元禄16年10月著、宝永6年改訂）では、さらにはっきりと吉良が儀式作法を伝授する際「賄賂」を受け取っていたと書かれている。
同書によれば、浅野は公私をわきまえず贈り物をする気は全くなかった事が吉良との不和の根本原因となったという。
そして「大広間の廊下」で浅野は勅使の迎え方で吉良から侮辱される。
梶川が「勅答の礼が終わったら連絡してほしい」と浅野に伝えると、吉良は横から口を挟み、「相談は私にすべきだ。そうでないと不都合が生じるでしょう」と浅野を侮辱し、さらに吉良が「田舎者は礼を知らない。またお役目を辱めるだろう」と追い打ちをかけた為、浅野は刃傷に及んだという。
他にも江戸幕府の公式史書である『徳川実紀』の元禄十四年(1701年)三月十四日条には、
とあり、吉良が行っていたいじめに関して、当時から公然と認知されていた事が窺える。
しかしこうした記述は刃傷の場に居合わせた梶川与惣兵衛の書いた『梶川与惣兵衛筆記』の記述と矛盾しており、「大胆な虚構」に基づいて書かれたものである。
また忠臣蔵のドラマ等では、吉良による以下のような苛めが描かれるが、佐々木杜太郎はこれに対して反証をしている。
- 増上寺や寛永寺の畳替えが必要なのに、吉良が「畳替えは必要ない」と嘘をついた、というもの。しかし当時の御馳走役の任務に増上寺や寛永寺の警護は入っていたが修繕は入っていないし[238]、刃傷は増上寺の参詣の翌日の事であるので[238]信憑性に乏しい。
- 殿中での服装は本来、烏帽子大紋なのに、長上下を身に着けるべきだと吉良が内匠頭に嘘をついた、というもの。しかし内匠頭は2度目の御馳走役なのだから、服装に関してはすでに知っているはずであり、信憑性に乏しい[238]。
- 伝奏屋敷に墨絵の屏風が置いてあったが、吉良から難癖をつけられたので、あわてて金屏風に取り換えた、というもの。史実としても刃傷後に伝奏屋敷に引き取りに行った道具の目録に金屏風がある[238]。しかし天保8年の文献に「伝奏屋敷は前々から金屏風であった」と書いてあり、初めから金屏風があったものと思われる[238]。しかも内匠頭は2度目の御馳走役なのだから、この辺も熟知していたはずである。
- 老中の連名の奏書を吉良が内匠頭に見せなかったというもの。信夫恕軒の『義士の真相』などに載っている説である[238]が、事件の場に立ち会った梶川与惣兵衛による『梶川与惣兵衛筆記』には奏書の事は書いておらず[238]、信憑性に乏しい。

##### 持病説
浅野内匠頭は3月11日未明に勅使一行が到着してから心身に不調をきたしており持病の痞（つかえ）が出たと『冷光君御伝記』にある。
立川昭二はこの痞は今で言う偏頭痛か緊張性の頭痛だろうと考察している。
一方痞とは癪の事とも解され、中島陽一郎の『病気日本史』によれば、癪は「胃痙攣、神経性の胃痛、心筋梗塞、慘出性肋膜炎、胃癌、後腹膜腫瘍、脊髄の骨腫瘍、ヒステリーなどを含んでいると考えられ」る。
『江赤見聞記』によれば、浅野内匠頭は「持病の痞のために行動に対する抑制が利かなくなり刃傷に及んだ」という趣旨の事を述べているが、痞が癪の事だとすれば、「痞が刃傷の原因だとはとても信じられない」。
宮澤誠一も、「痞」が精神発作を起こしたという説を、「単なる推測の域を出ない」ものとしている。
また浅野内匠頭の母の弟である内藤和泉守忠勝も延宝八年に殺害事件を起こしているため、浅野内匠頭も刃傷を起こしやすい血縁にあったという説があり、『徳川実紀』にも母方の伯父（つまり内藤和泉守）が狂気の者であったと記しているが、この説は「そう考えれば考える事もできる」という程度のものである。
しかも『徳川実紀』は江戸後期に編纂されたもので、必ずしも当時の記録によったものではない。
仮にこうした持病説が正しいとしても、それは事件を及ぼす為の要因の一つであってもそれだけで事件の原因を十分説明しきれるものではない。

##### 塩の生産をめぐる対立

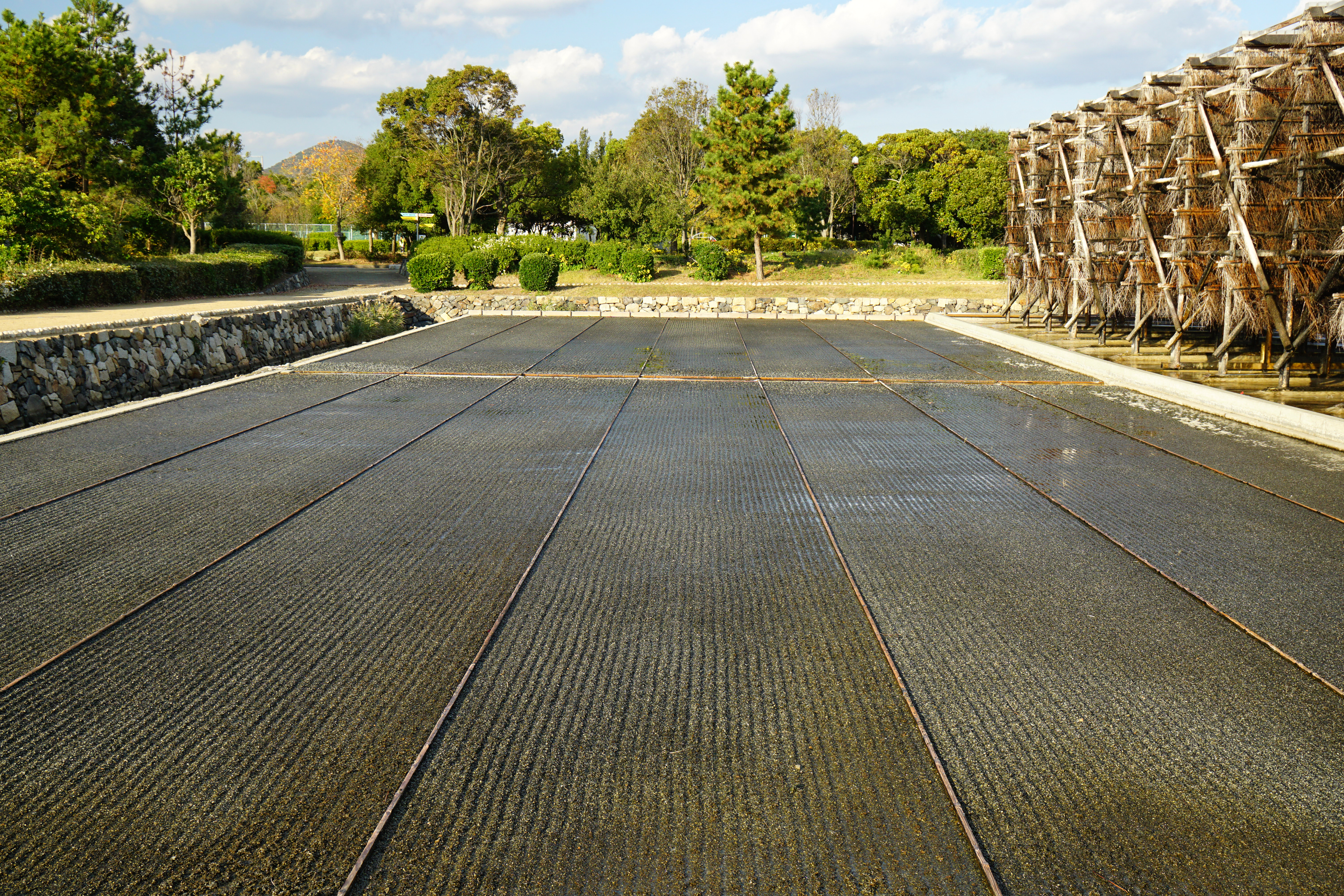
赤穂の塩田（赤穂市立海洋科学館）

浅野内匠頭と吉良上野介の確執の原因は、赤穂と吉良地方における塩の製法や販路の問題で対立にあるという説がある。
吉良地方に古くから伝わる伝説によれば、吉良上野介が自身の知行所で塩田を開発しようとして、塩の生産で有名な赤穂藩に隠密を放った。隠密は赤穂藩でとらえられたが何とか逃げ帰り、吉良領に赤穂の入浜塩田の技術を伝えたという。
また昭和22年に田村栄太郎の書いた『裏返し忠臣蔵』でも塩に関する対立説を扱っており、昭和29年には吉良出身の作家の尾崎士郎も随筆『きらのしお』でこの説を唱え、他にも海音寺潮五郎や南條範夫もこの説に沿った本を出している。
史実においても当時赤穂が塩田の技術で全国をリードしていたのは事実であるが、この技術は決して秘密にされていたわけではない。事実、赤穂の技術は瀬戸内海各地に急速に広まっていったし、仙台藩が塩業技術者を依頼してきたときも赤穂藩はこれに応じており、吉良との間に塩業で確執が生まれるはずがない。
また赤穂の塩が大阪商人に売りさばかれ、50%は江戸に送られていたのに対し、吉良産の「饗庭塩」は三河など東海方面で売られており、販路の点でも直接の競合関係にない

##### その他の俗説
佐々木(1983)は下記の俗説を紹介している。
- 浅野内匠頭任官のときからの遺恨という説：『赤城盟伝』には「上野介に宿意あるは一朝一夕の事ではない。ずっと前からの事である」と書いてあり、この「ずっと前の宿意」が寛文11年浅野内匠頭が将軍家綱にはじめてお目通りした際、その場にいた上野介が内匠頭を侮辱したものだとするもの[238]。『赤穂記』にこの説が書いてあるが、寛文11年の段階では内匠頭は5才であり、この説には信憑性がない[238]。
- 衆道に関する怨恨：浅野内匠頭のお気に入りの美しい小姓の日比谷右近を吉良上野介が懇望したが、断られたため確執ができたという説『誠忠武艦』という「幕末に成立した赤穂事件の経緯を真偽取交ぜてのべた」[250]文献にこの説がでている[238]。また『正史実伝いろは文庫』の十三回にも同じ話が載っている[251]。しかし福本日南は「吉良上野介は61歳の白髪翁、最早若い衆の争いでもあるまい」としている[238]。
- 茶器に関する怨恨：浅野家伝来の「狂言袴」という茶入れを吉良が欲しがったが、断られたため確執ができたとする説。これは「余程後世になっていい出された説」[238]で、高山喜内の『元禄快挙義士の真相』に載っている[238]。
- 一休の書画の鑑定に関する怨恨：浅野内匠頭と吉良が茶会で出会い、山田宗徧が持ってきた一軸を吉良が「一休の真筆だ」といったところ、内匠頭がそうでない証拠を出して吉良をやり込めたので、確執ができたとする説[238]。実録本の『赤穂精義参考内侍所』に載っている説である。しかしこの話は史料にはみあたらず、しかも浅野内匠頭と吉良が茶会で平素から交流があったとしており、事実とは考えにくい[238]。
- 内匠頭の謡曲：明治末期に著された小野利教の『赤穂義士真実談』にでている話[238]。元禄13年に内匠頭が謡曲熊野を舞ったところ、上野介から「クセがよくない」と非難を受けた事を内匠頭が根に持ったとするもの[238]。これも一休の書画と同じ理由で信憑性がない[238]。

### 寺坂吉右衛門問題
四十七士のひとりである寺坂吉右衛門は討ち入りに加わったにも関わらず、泉岳寺に引き上げた時には姿を消していた。
これは古来から謎とされており、逃亡したという説から密命を帯びて消えたという説まで様々である。

#### そもそも討ち入りに参加しているか
今日、寺坂が姿を消したのは討ち入り後の引き上げの際だと考えられているが、事件当時の資料にはそもそも討ち入りに参加していないとするものもある。例えば、内蔵助、原惣右衛門、小野寺十内が連名で寺井玄溪に出した書状には
- (1)「寺坂吉右衛門の儀、十四日暁迄これ在るところ、彼屋敷へは相来たらず候、かろきものの儀、是非に及ばず候」[252]

と、「十四日暁」まではいたが吉良邸にはいかなかったと書いてある。（「かろきもの」という発言は寺坂が四十七士の中で最も身分が低く唯一の足軽である事を指していると思われる）。なお当時の感覚では夜明けが来るまでを「十四日」とみなしていたので、「十四日暁」というのは今日の言葉でいえば十五日の夜明けの事である。
また原惣右衛門が堀内伝右衛門に対して「寺坂は討ち入り前までいたが討ち入り時に逐電した」という趣旨の事をいっており、やはり寺坂は討ち入りに参加していない事になる。
しかし八木哲浩は以上の発言は「誤解か作為のあるもの」（すなわち間違いか嘘を含んだもの）で実際には寺坂は討ち入りに参加しているのではないかと述べている。その証拠として八木哲浩は、『堀内伝右衛門筆記』において吉田忠左衛門が討ち入りについて述べている箇所の記述と寺坂が『寺坂信行筆記』で討ち入りについて述べている箇所の記述がほぼ同一である事を挙げている。『堀内伝右衛門筆記』と『寺坂信行筆記』は互いに相手を参照できない状況で書かれており、両者の内容が偶然一致する事はありえない。したがって、寺坂が討ち入りに参加して吉田忠左衛門とともに行動していたと解釈するのが正しいと思われる。
そして(1)の書状に関しては、寺坂が公儀の追及から逃れられるように討ち入りに参加しなかったと嘘をついたのではないかとしている。
また八木哲浩は寺坂が引き上げの早い段階で離脱したのだと推測しており、その理由として『寺坂信行筆記』には引き上げの記述が短い事と、寺坂の主人である吉田忠左衛門が仙石邸に行った事実が記載されていない事を挙げている。さらに『寺坂信行筆記』の「新大橋へ係り」という記述も理由として挙げている。というのも実際には引き上げの際に新大橋を通ってないし、仮にこの記述を「新大橋の近くを通った」と解するにしても今度は永代橋を渡った事を記述してないのがおかしい事になるからである。

なお、泉岳寺の僧の白明（はくめい）の『白明話録』によれば泉岳寺で点呼するまで寺坂がいなくなったことに誰も気づいていなかった。しかし『江赤見聞記』第四巻によれば吉良邸で点呼したときに気づいたという。

#### 逃亡か否か
『堀内覚書』にも吉田忠左衛門が

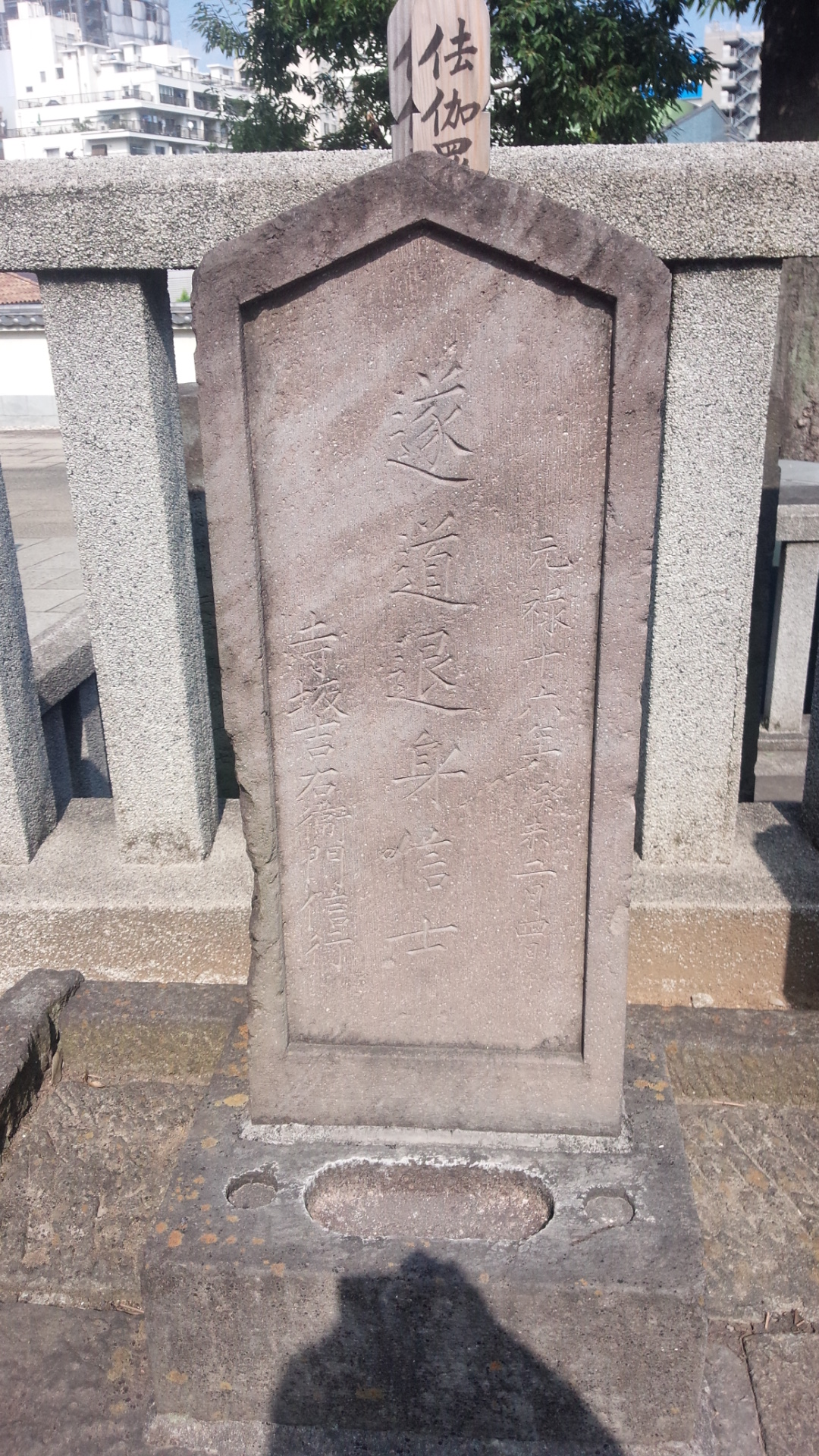
泉岳寺における寺坂吉右衛門の供養塔（明治元年建立）。戒名が「逐道退身信士」と逃亡説に基づいたものになっている

- (2)「此者（＝寺坂）は不届者にて候。重ねては名をも仰せ下さるまじく」[255]

と発言したとある。これを字義通りにとれば、寺坂は逃亡したのだという事になろう。
実際、『堀内覚書』を書いた堀内伝右衛門は、一方では寺坂は吉良邸まできて「欠落」したらしいと聞き、他方では寺坂は仇討の成就を伝える使いを申し付けられたのだと聞き判断に迷っていたが、(2)の忠左衛門の言葉で「実の欠落」なのだと推測した。
しかし逃亡説を支持しない立場からは、寺坂の密命を隠すためにあえてこのような嘘をついているとも考えられる。
実際下記のように、寺坂は単純に逃亡したのではなかろうと推測される文献が残っている。
- (3)元禄16年2月3日に忠左衛門が娘婿伊藤藤十郎に当てた書状には「寺坂の事は是非を申しがたい。一旦公儀へ提出した書状に名が出ているので仲間として是非を申せない」、「仙石様屋敷でも（中略）一人が欠落ちしたと申し上げてある」、「寺坂についてはうかつな事は言わないようにしてもらいたい」と書かれている[257]
- (4)同年2月26日には忠左衛門の親戚拓植六郎右衛門の書状に「吉右衛門はさりとては〳〵頼もしき心中、忠左衛門の頼もあるから自身に引とって世話したい」とある[255]
- (5)忠左衛門の親戚である平地市右衛門の宝永7年の書状に「寺坂吉右衛門の身の上気の毒である」とある[255]

佐々木杜太郎は以上の書状を根拠にして逃亡説を退けている。
寺坂当人も『寺坂信行筆記』において
- 私儀も上野介殿御屋敷へ一同押し込み相働き、引き払いのとき子細候て引き別れ申し候[258]

と、事情があって離れた旨を書いている
佐々木杜太郎はさらに逃亡説を退けてる理由として以下をあげている
- 内蔵助の(1)の書状に関しては用意周到な内蔵助が公儀への報告と矛盾する事を書くとは思えない[255]
- 忠左衛門の(2)の発言における「重ねては名をも仰せ下さるまじく」という言い方は「この件についてはこれ以上触れるな」と言外に言っているようにも取れる[255]
- 寺坂は12年も吉田忠左衛門の娘婿・伊藤家と忠左衛門の妻子の面倒を見ており、逃亡した人間ができる事とはおもえない[255]

野口武彦も逃亡説は退けており、理由として以下をあげている
- 内蔵助の(1)の書状に書かれた討ち入り参加者のリストには寺坂の名が載っているにも関わらず、寺坂に関しては前述のように「是非に及ばず候」と書いてある。これは「今後寺坂については触れるな」というメッセージだとも取れる[259]。
- (2)の忠左衛門の件に関しては佐々木と同じく言外の意図を推測している[259]。

一方八木哲浩は寺坂が自分の考えで姿を消したのだろうとして逃亡説を支持している。八木哲浩は後述する理由により密命説を退けた上で、(3)の書状には忠左衛門が伊藤に寺坂の事を頼むとも書いてあるので、忠左衛門が寺坂をかばおうとする姿勢が見て取れるとしている。

#### 密命を帯びていたか否か

##### 密命説に肯定的な意見
野口武彦は前述したように内蔵助も忠左衛門も寺坂に関して隠したがっている以上、寺坂は何らかの密命を帯びていたのだろうとしている。
松島栄一は討ち入りの件を広島浅野本家などに報告させるため、内蔵助達が寺坂を逃がしたのではないかとしている。寺坂は身分が低い足軽である為追求されることもなく、報告役として適任だった。
実際、事件当時から寺坂は広島浅野本家に報告に行ったのだろうという推測があり、例えば吉田忠左衛門が仙石邸で「組足軽一人が吉良討ち取り後に見えなくなった」といったところ仙石家中のものは広島の浅野大学のもとに事件の報告に行ったのだろうと推測したし、堀内伝右衛門も同様の事を言っている。
また『寺坂信行私記』には寺坂の孫が
- (6) 祖父吉右衛門儀は、その場より芸州江注進のため罷（まか）り越す。右芸州へ罷り越し候訳（わけ）は、内匠頭殿舎弟大学との居られ候に付き、内蔵助より差図（さしず）に付き罷り越し候[258]

と内蔵助の指図により、浅野大学に報告しに行くためにその場を離れたと記している。ただし、これは後になって書かれたものなのでそのまま信じることはできない。
初期の実録本である『赤穂鍾秀記』も密命説の立場をとり、これを室鳩巣の『赤穂義人録』も取り入れた事で、寺坂を抜いた「四十六士説」ではなく寺坂を入れた「四十七士説」は生まれた。

##### 密命説に否定的な意見
一方、宮澤誠一は、(2)と(3)により、寺坂と忠左衛門には「何か二人の間で個人的に複雑な事情についての了解があったのかもしれない」としつつも、密命説に対しては批判的で、その理由として以下の二つを挙げている。
第一に、仮に内蔵助や忠左衛門が寺坂をかばうためにあえて嘘をついているにしても、私信にまで「欠落」したと書く必要はないはずである。寺坂とは直接関係がないと思われる四十七士の一人・三村次郎左衛門すらも泉岳寺で母にあてて書いた手紙に、寺坂が立ち退いた旨を述べている。
第二に、そもそも討ち入りが終わった時点で浅野大学らに密かにどうしても伝えなければならない事柄が果たしてあるのか疑問である。仮にあったとしても、浅野大学が差し置きになったときすら主家に累が及ぶのを恐れて会うのを避けたほど慎重な内蔵助が、討ち入りの顛末を知らせる使者を立てるとは思えない。また内蔵助は大石無人・三平に書簡を出し、死後の供養を頼むとともに「芸州・上方へも仰せ遣わされ下さるべく候」と述べている。つまり危険を冒して寺坂を派遣するまでもなく、無人や三平に言伝を頼むなど、もっと安全な方法で討ち入りの報告ができたはずである。
佐々木杜太郎も宮澤誠一と同様、浅野大学が差し置きの際にすら会うのを避けた内蔵助が寺坂を浅野大学や瑤泉院への報告に使うはずがないとして密命説を退けている。
八木哲治も寺坂が密命をおびて広島の浅野大学のもとに行ったという説を退けている。
前述のように寺坂の孫は『寺坂信行私記』に寺坂が芸州広島に行ったと書いているものの、伊藤十郎太夫浩行が寺坂から聞き書きした史料には広島に行ったとは書いていない。寺坂の孫と違い伊藤が寺坂をかばう立場にはない事を考えると、伊藤の聞き書きの方が信用でき、寺坂は広島に行っていないと見る方が自然ではないかと八木哲治は述べている。史料から確実に言えるのは寺坂が討ち入り後、吉田忠左衛門の娘と孫がいる播磨国亀山へ向かった事だけである。
山本博文も寺坂の孫が書いた(6)の文章に関し、足軽の身分が「内匠頭殿」と書くはずがないとして(6)を孫による弁明なのだと解釈している。
また『寺坂信行私記』は『寺坂信行自記』に加筆して作られたものだが、加筆部分は例えば寺坂の名前の入った口上書など、寺坂が討ち入りに参加した事を証拠づける意図が見え隠れするものが多い。したがって前述の芸州広島に行ったとする加筆も、寺坂の作為と解釈するべきであろう。
なお前述した伊藤による聞き書きには、「大石から播磨に向かうように言われたので、皆が泉岳寺から仙石邸にいくのを見届けて播磨に行った」という趣旨の事が記載されているが、前述のように寺坂は泉岳寺に行っていない可能性が高いので、これも寺坂の作為がある弁明であると考えられる。
さらに言えば、前述のように寺坂は泉岳寺引き上げの早い段階で姿を消していると考えられ、大石が播磨にいくよう説得する暇がなかったと思われる。
また密命説では寺坂の身分が低かったから寺坂を報告役に選んだとするが、大石は身分が低いものの討ち入り参加を歓迎しており、身分が低い事で差別される事はなかったのではないか八木哲治は述べている。

#### その他の説
佐々木杜太郎によると、逃亡説・密命説以外でこれまで論じられた説は以下の3つになる：
- 公儀に対する遠慮：高家に武士が乱入して首を取っただけでも公儀から秩序の破壊とみなされかねないのに、身分の低い足軽である寺坂吉右衛門が討ち入りに加わっていたら問題視されるので、寺坂を除外したというもの[255]。
- 亡君の名誉の為：身分の低い足軽である寺坂が討ち入りに加わっては亡君の名誉にならないので、寺坂を除外した[255]。
- 寺坂の本意から：寺坂は吉田忠左衛門に使える足軽なので、直接の主人は浅野内匠頭ではなく忠左衛門である。よって他の者と違い、討ち入り後は忠左衛門の意思を重んじて退去し、忠左衛門の家族に活躍を物語ったとするもの[255]。

佐々木杜太郎は「公儀に対する遠慮」や「亡君の名誉の為」という理由であるなら、なぜ最初から寺坂吉右衛門を同志に入れたのかという疑問がわくという理由により、最後の「寺坂の本意から」の説をとっている。
また山本博文は武士ではない寺坂を哀れんで吉田忠左衛門が寺坂を逃がしたのではないかとしている。

## その他の論点

### 「此間の遺恨、覚えたるか」
『梶川与惣兵衛筆記』の東大史料編纂所写本には、浅野内匠頭は刃傷の際、「此間の遺恨、覚えたるか」と言ったされるが、同じ『梶川与惣兵衛筆記』でも南葵文庫本（東大図書館所蔵）には「声をかけた」としか書かれておらず、本当に内匠頭がこの発言をしたのかはよくわからない。
なお、『元禄世間咄風聞集』では「覚えたか」とある。

### 刃傷の場所
浅野内匠頭が吉良上野介に刃傷に及んだ場所は通説では江戸城の松之大廊下であるが、本当の刃傷の場所は中庭を隔てて反対側の柳之間の前の廊下ではないかという説がある。
その根拠は、松之大廊下は将軍や御三家、勅使などの特別に地位の高い人が通る場所で高家の吉良が通れる場所ではない事と、赤穂浪士切腹直後に書かれた『易水連袂録』に「浅野と吉良が柳之間で言い争いをした後に吉良が廊下を逃げていき御医師之間の前で浅野が刃傷に及んだ」という趣旨の事が書かれている事である。
しかし宮澤誠一は、刃傷の場所は通説通り松之大廊下であろうとし、その根拠として事件の場に居合わせた梶川与惣兵衛による『梶川氏日記』に刃傷の場所が松之大廊下だと書いてある事と、田村家の記録に松之大廊下で事件があったと推定される場所に勅使と高家の控える定位置が記載されている（ので高家の吉良はこの日松之大廊下にいた可能性が高い）事を挙げている。
にもかかわらず『易水連袂録』に柳之間から御医師之間へ続く廊下で刃傷が起こったと書いてあるのは、柳之間と御医師之間がそれぞれ浅野を目付に引き渡した場所と吉良が他の高家に引き取られた場所なので、それが混同されたものであろう。そもそも吉良と浅野は『易水連袂録』の記述とは異なり口論をせずに急に斬りかかっている。おそらく、「口論の上刃傷に及んだ」という分かりやすいシナリオが俗説として流布した結果、大名や勅使が控える故に口論しにくそうな松之大廊下よりもより自然な場所として柳之間の前の廊下で刃傷に及んだというシナリオが流布されたのであろう。

### 深堀藩士との比較
一年前の深堀事件の藩士たちの討ち入り手順を、赤穂事件の赤穂浪士たちが参考にしたとする伝承がある。深堀藩士たちが流刑となった五島列島の久賀島には、赤穂浪士の一人である寺坂吉右衛門の墓所とされるものが存在し、寺坂が討ち入りの際の聞き取りにやってきたとする伝承がある。

### 太平記との関係
元禄時代に『太平記』は、太平記読みや人形浄瑠璃を通じて武士はもちろん町人にも広く浸透していた。
このため赤穂浪士達は書簡や日記の中で、赤穂事件を太平記になぞらえて表現している。
たとえば進藤源四郎は内匠頭刃傷の後の赤穂藩の混乱を太平記における南北朝の動乱にたとえているし、堀部安兵衛も太平記になぞらえて大石に決起を促しているし、小野寺十内の書簡にも太平記への言及がある。
また討ち入り後には大石を太平記の忠臣・楠木正成の再来とみなす落首が出たと『易水連袂録』に載っているし、室鳩巣も大石を楠木正成にたとえている。ただし『易水連快録』では、「長矩ハ益ナキ事ヲ仕出シ申サレ候へバ、先祖末代マデノ不義ニト唱へケル」とあり、長矩の刃傷（私怨での勅使饗応の放棄）は不義の極みという世論も唱えられたと記している。
泉岳寺では、吉良義央を楠木正成に、首の返還先の吉良義周をその子正行に喩えている。「高家とて人にこそよれ吉良どのの 偽りもなき上野が首」（『白明話録』）は湊川で討死した正成の首をその子正行に送った時に「疑いも人にこそよれ正成が 偽りもなき楠木が首」と詠んだ故事（『太平記』巻第十六）に倣っている。（「首ヲ送リシ心ヲ真似テ詠ム」）　

### 浪士お預けに関する俗説
赤穂浪士の討ち入りの報告を受けた際、幕府の筆頭老中阿部正武は「このような忠義の士が出た事はまさに国家の慶事」と称賛し、将軍綱吉も報告を聞いて感激し、処分を熟慮して決めたいとして一旦浪士達を4大名家に御預けにしたのだといわれる。しかし宮澤誠一によれば、この話は初期の実録本『赤穂鍾秀記』に見られる話をもとにしており、史料的に疑わしく、いささか信のおきかねる話だという。しかも『赤穂鍾秀記』では順序が逆で、綱吉が報告を受けてから阿部の称賛の話が出ている。
また12月23日に寺社奉行、大目付、町奉行、勘定奉行計十四名が連名でこの事件の処分を老中に答申した文書とされるものが残っており、『赤穂義人纂書』（補遺）に「評定所一座存寄書」という名称で載っているが、山本博文と宮澤誠一によればこの文章は偽書であるという。偽書だとされる根拠はまずこの文章には上杉家の領地を召し上げるべきと書いてあるが、幕府の指示を守って動かなかった上杉家を処分するはずがないし、幕府は吉良邸討ち入りを仇討ちと認めなかったのにこの文書では赤穂浪士を真実の忠義者と讃えるなど不自然な点が多いからである。
一方八木哲浩は上述した不自然な点をみとめつつも、「評定所一座存寄書」は偽書ではないだろうとし、その根拠として『徳川実紀』に文書の記述と符合する部分がある事をあげている。『徳川実紀』は江戸後期に成立したものなので、『徳川実紀』の記述も偽書を写している可能性もあるが、八木哲浩は幕府内に残された何らかの確かな史料を元にしたとする方が自然ではないかとしている。

### 処分決定に至るまでの議論
赤穂浪士の切腹が決定するまで幕府内でどのような議論がなされたのかに関し、２つの異なる話が伝えられる。
１つは『徳川実紀』に載っている話で、この史料によれば幕閣での議論が収束せず、日光門主公弁法親王に意見を求めたという。
このとき公弁法親王は以下の趣旨の返答をし、これにより切腹が決まったという「彼らが主の讐を遂げた事は立派だが、その志を果たし今は心残りはないだろう。彼らは公の刑に身を寄せると申し出ているのだから今さら彼らを許しても他家につかえる事もできない。彼らの武の道を立て死を賜った方がよかろう」。
しかし『徳川実紀』は事件から百年以上経ってから成立した史料であり、しかも『徳川実紀』は以上の事実を伝聞として伝えるのみでその真偽を保留している。
おそらく将軍綱吉と懇意であった公弁法親王に仮託して述べた虚説であろう。
もう一つの話『柳沢家秘蔵実記』に載っている話で、この史料によれば、老中等が赤穂浪士の討ち入りは「夜盗の輩」同然だから「打ち首」にすべきだと一旦は決定したのだという。しかしこの決定に不満を持った側用人の柳沢吉保が家来の荻生徂徠に相談したところ、徂徠は「赤穂浪士の行為は、将軍綱吉が政務の第一に挙げている忠孝の道にかなったものだから、打ち首という盗賊同様の処分に処すべきではない。彼らに切腹を賜れば赤穂浪士の宿意も立ち、世上の示しにもなる」という趣旨の事を述べた。この意見を将軍綱吉に「上聞」したところ綱吉は大いに喜び、一転して切腹に決まったという。
徂徠が幕府に提出した答申書と言われる『徂徠儀律書』でもやはり切腹を献言しており、この史料の趣旨は「赤穂浪士の報讐は義にかなっているが、それは自己の一党に限る話だから所詮は私の論である。したがって天下の規矩である法を維持する立場に立って武士の礼にかなう切腹を申しつければ、上杉家の願いにもこたえ、赤穂浪士の忠義も認めた事になる」。
しかしこうした話にも疑問が残り、『徂徠儀律書』の内容は同じく徂徠が著した『四十七士の事を論ず』の主張と決定的に矛盾しており、前者では赤穂浪士の討ち入りを「義にかなった」仇討ちであるとみなしているのに、後者では討ち入りを不義とみなしており仇討ちであるとも認めていない。
以上の事から宮澤誠一は『徂徠儀律書』と称される史料は徂徠が書いたものではなく、『柳沢家秘蔵実記』も柳沢吉保が自己弁護の為に事実を転倒させているのではないかと述べている。
八木哲浩も宮澤誠一と同様の理由で『徂徠儀律書』は後人の作だろうと述べている。

### 上杉綱勝の毒殺
吉良上野介が上杉家を乗っ取るために上杉綱勝を毒殺し、吉良の息子の三之助に上杉家を継がせたという俗説がある。
三之助が上杉家を継いだというのは事実であるが、その為に綱勝を毒殺したという説には「何ら確かな史料的根拠がない」。
この毒殺説は三田村鳶魚が『元禄快挙別録』の中で述べた説であるが、鳶魚は後にこの説を撤回している。

『藩翰譜首書』には「綱勝、吉良の宴に赴き、帰路興中にて血を吐き、後七日卒す」と書いてあり、毒殺説はこれを吉良が宴の際に毒を盛っため綱勝が死去したと曲解したものである。
また綱勝の死去したからといって吉良が上杉家を乗っ取れるとは限らない。結果として吉良の息子が養子にいって上杉家を継ぐ事にはなったが、綱勝の死去の時点では吉良家は複数ある養子もと候補のひとつに過ぎなかったからである。

### 浪士の娘だと騙る女たち
赤穂浪士が切腹した後、浪士の娘だと騙る女が何人か登場した。
妙海尼は堀部安兵衛の娘だと騙り、清円尼は大石内蔵助の娘だと騙り、長国寺の尼は武林唯七の娘だと騙った。

### 吉良の最期に関して
山本博文は、武林唯七が即死に追い込んだ吉良の首を間十次郎が取ったのだろうとしている。
その根拠は『江赤見聞記』巻四で、同書には四十七士の武林唯七が物置の中の人物を十文字槍でついたところ小脇差を抜いて抵抗してきたので間十次郎が刀で首を打ち取ったとしており、さらに同書によれば引き上げの際間十次郎が吉良の首を取ったのを自慢した所、武林唯七が「私が突き殺した死人の首を取るのはたいした事ではない」と憤慨したという。
一方、宮澤誠一は四十七士の不破数右衛門の書簡に「吉良は手向かいせず唯七と十次郎その他にたたき殺された」という趣旨のことが書かれているのを根拠に、本当は不破の言うように吉良はたたき殺されたのに、記録が後世に残るのを意識して残酷さを和らげるために間十次郎が一番槍をつけたのだと記したのではないかとしている。
吉良・上杉方の記述では「物置から脇差を抜いて吉良が斬って出た処を、間が槍で突き、武林が一刀のもと斬り殺した」とある。

## 史跡等

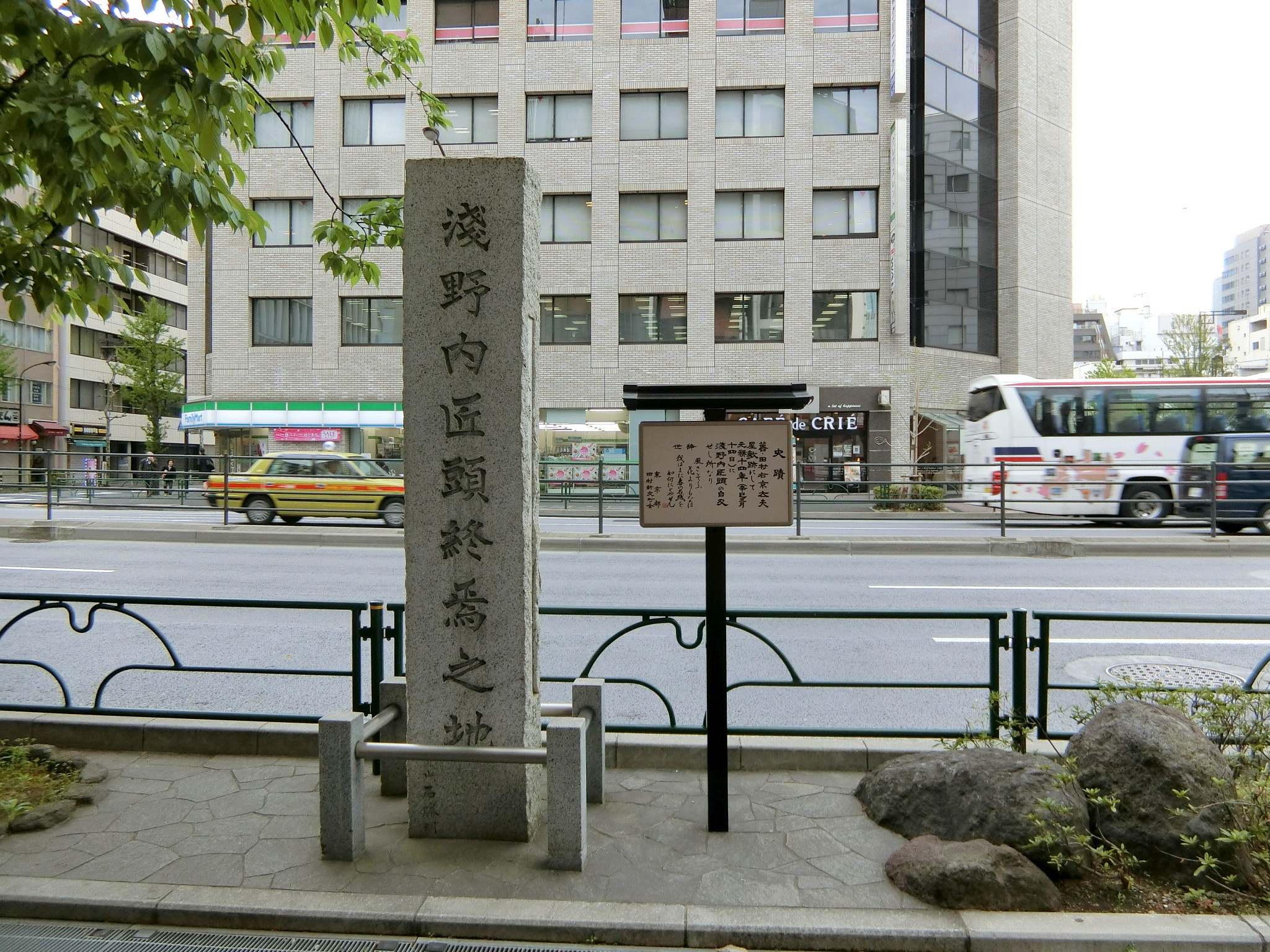
浅野内匠頭終焉の地
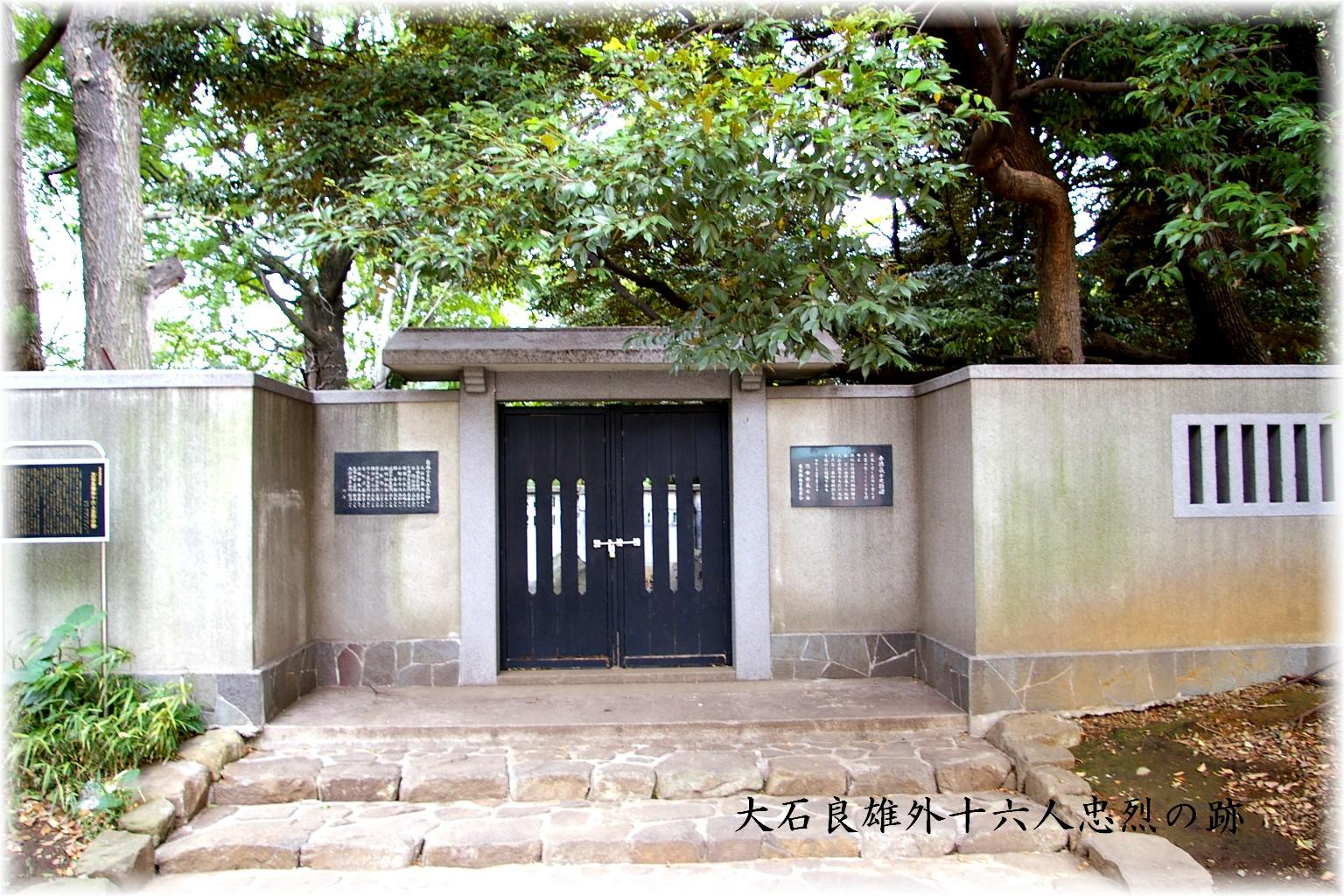
大石良雄外十六人忠烈の跡
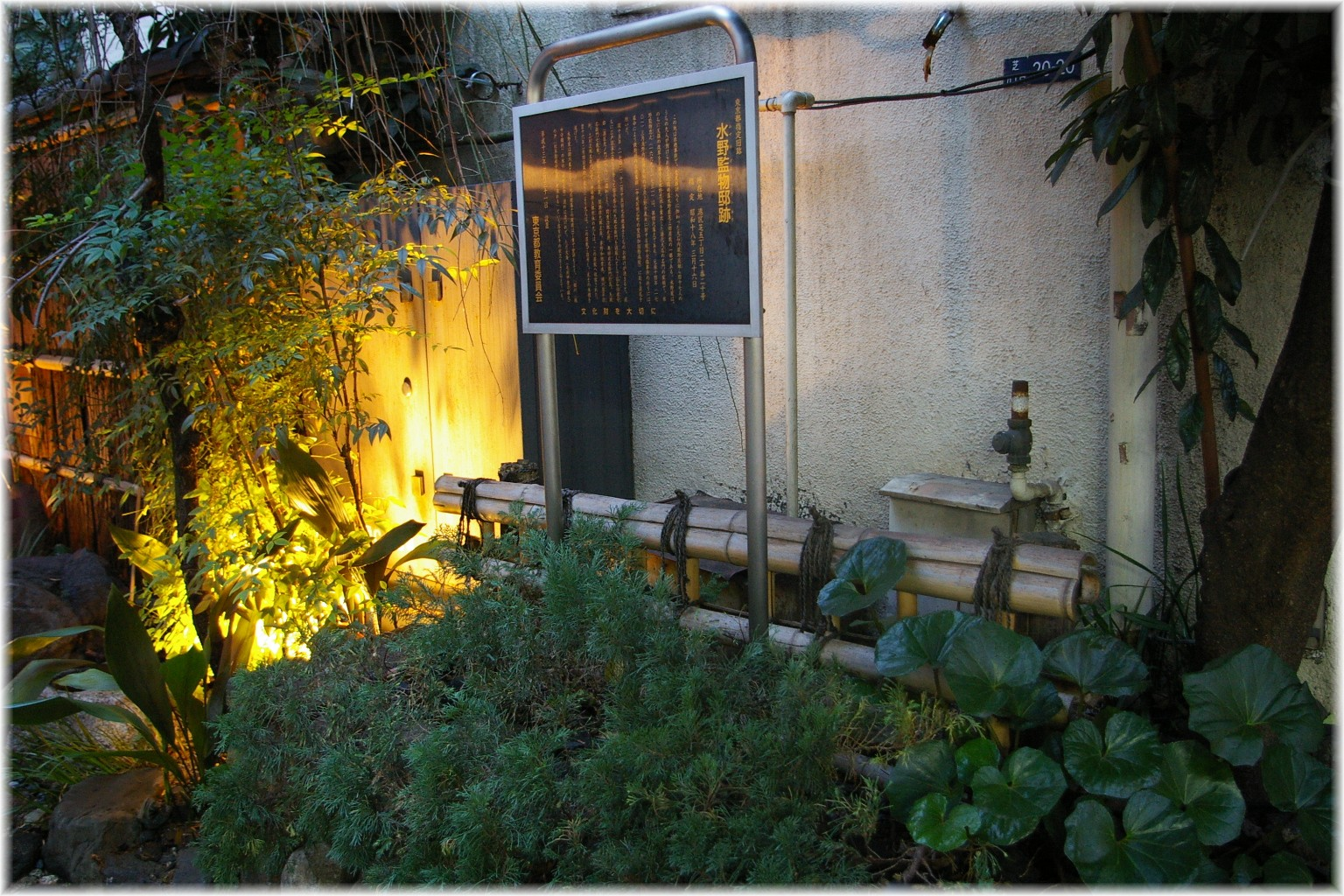
水野監物邸跡
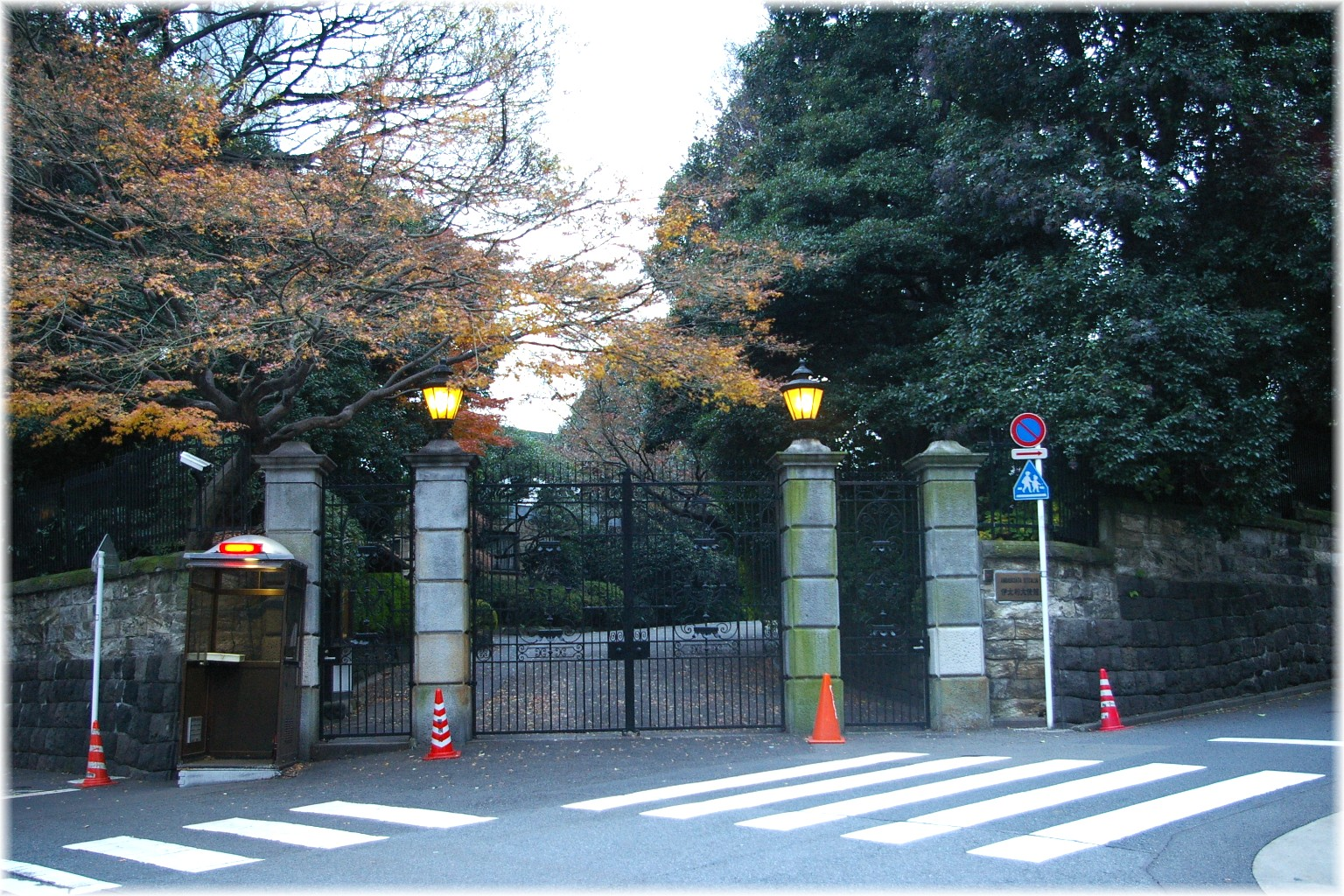
大石主税良金ら十士切腹の地
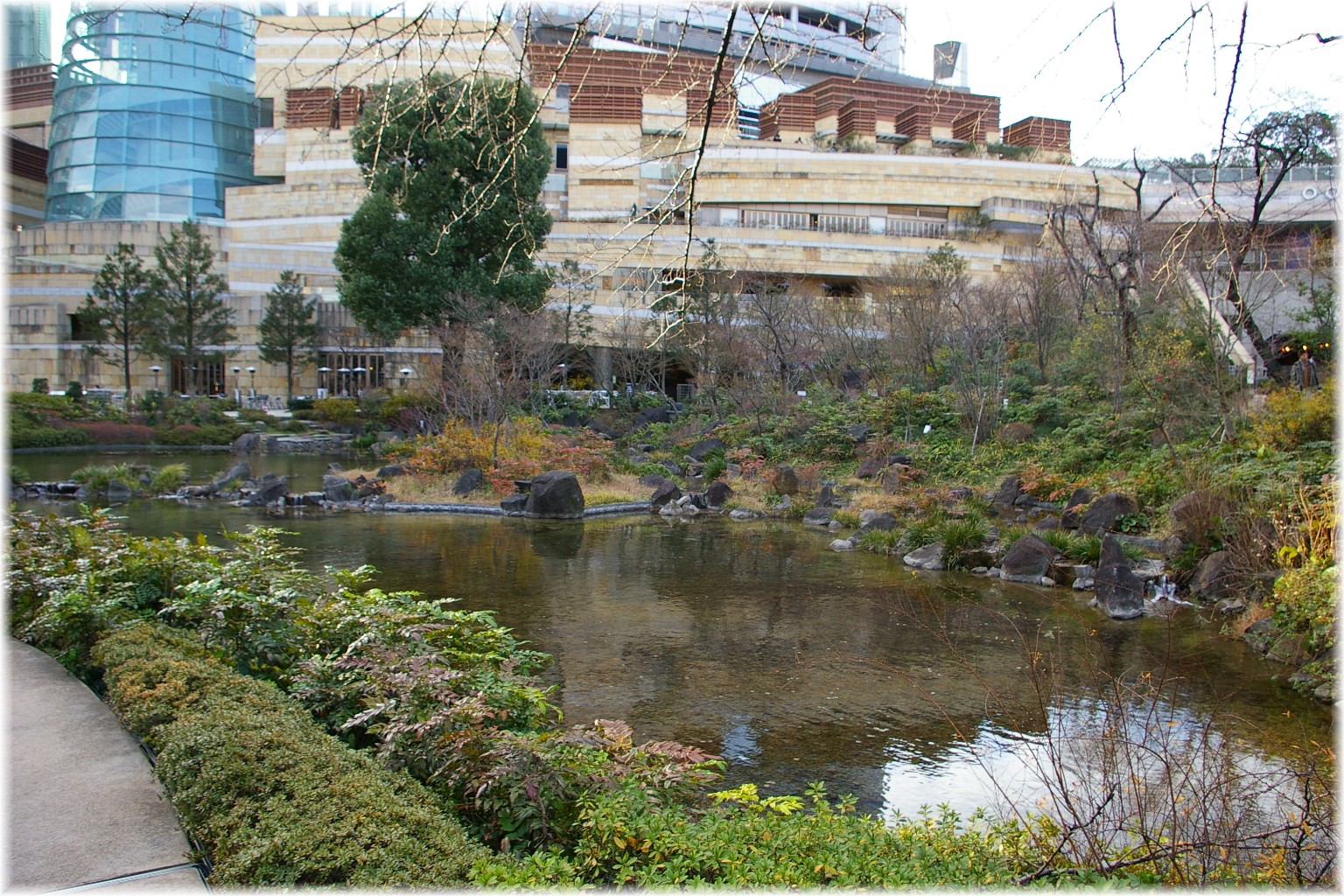
毛利甲斐守邸跡

浅野内匠頭終焉の地邸
東京都港区新橋四丁目
追悼碑は田村家上屋敷跡にあったが、現在は東京都により撤去され、田村邸から50mほど離れた場所の秋田氏三春藩邸前（新橋五丁目）に移された。理由不明ながら碑が後ろ向きに建てられていたが、現在は再設置され、修正されている（画像参照）。
大石良雄外十六人忠烈の跡
東京都港区高輪一丁目
赤穂浪士の切腹後、大石内蔵助らを預かった細川綱利は切腹跡についた血を清掃することを禁じた。さらに綱利は「彼らは細川家の守り神である」として17士の遺髪を分けて頂き供養塔や墓を建て、切腹場所を屋敷の名所として残すように命じている。しかし、綱利の血筋が絶えたこと、延享2年(1745年)に火災でこの屋敷が焼失したこと、 延享4年（1747年）に江戸城中で細川宗孝が遺恨により斬殺され加害者の遺臣が健在だったこと、この事件の際に浅野氏と不仲の伊達家が御家断絶の危機を救う恩人になったこと、など様々な事情が重なり綱利の遺言は守られなかった 。明治に入ってからも細川邸跡はそのまま放置された状態だったが、第二次大戦後は徐々に整備され、現在は「大石良雄等自刃ノ跡」が道路脇にあり、公営住宅の門（細川邸不浄門）に「大石良雄外十六人忠烈の跡」顕彰碑が設置されている。
水野監物邸跡
東京都港区芝五丁目
ただし、水野氏は江戸市民や浪人たちに藩邸を襲撃され、破損・火災などにより屋敷を移動したため、実際に浪士が切腹した当時の屋敷は同地より北へ50メートルほど離れた別の場所である。
大石主税良金ら十士切腹の地
東京都港区三田二丁目
松山藩の屋敷跡には赤穂事件の遺構は残っていなかったが、昭和14年（1939年）に徳富蘇峰が揮毫の「赤穂浪士十名切腹ノ地・伊太利大使館」碑が建立された。ただし、蘇峰の著作そのものには赤穂浪士への毀損が書かれることが多い。
イタリア大使館敷地内のため見学不可。「赤穂民報」によると数年に一度は供養の行事を行っているという。
長門長府城主毛利甲斐守網元麻布上屋敷跡
東京都港区六本木六丁目
毛利家の意向により、赤穂浪士の供養塔や顕彰碑の類が藩邸跡に一切存在しない（毛利師就は江戸城の松の廊下にて乱心した水野忠恒から刃傷を受け、師就は吉良義央に倣い刀を抜かずに対応し、重傷を負ったが一命をとりとめた）。庭園名に「毛利」を冠した森ビルも踏襲している。
その他、関連の地
- 赤穂城
- 赤穂大石神社 - 義士宝物殿、義士木像奉安殿
- 花岳寺 - 義士木像堂、宝物館
- 赤穂市立歴史博物館 - 「赤穂浪士」をメインテーマの一つとする史学系博物館。赤穂城の米蔵跡に立地。

## 関連人物

### 類似の討ち入り事件
浄瑠璃坂の仇討
赤穂浪士の吉良邸討入りに類似した事件には、討入りの30年前に起こった寛文12年（1672年）の浄瑠璃坂の仇討がある。
浄瑠璃坂の仇討とは宇都宮藩を追放された奥平源八が寛文12年（1672年）2月3日に父の仇である同藩の元家老奥平隼人を討った事件である。
源八の一族と同情した脱藩有志の総勢40人以上が徒党を組んで火事装束に身を包み、明け方に火事を装って浄瑠璃坂の屋敷に討ち入ったという方法などは、30年後に起こる元禄赤穂事件において赤穂浪士たちが参考にしたとされている。
源八ら一党は、目的を達成後には幕府へ出頭して裁きを委ねた。そこで本来ならば死罪であるところを、幕府により死一等を減じられて伊豆大島への流罪という寛大な処分に減刑された。しかも数年後の恩赦により、一党は他家へ召抱えられた。ただし、彦根藩に召抱えられた源八の子孫・奥平氏は桜田門外の変の後に井伊家から召放になっている。
この事件を知っていた赤穂浪士（内蔵助で当時14歳）は同様の寛大な処置を期待していた可能性もある。
深堀事件
深堀事件（ふかほりじけん「葉隠れ忠臣蔵」とも）は、元禄13年12月19日（1701年1月16日）から12月20日（同1月17日）にかけて起こった、肥前国天領長崎（現・長崎県長崎市）において長崎会所の役人高木彦右衛門と佐賀藩深堀領の武士（家老格深堀鍋島家の家中のこと）の間に起こった騒動。
大音寺坂にて深堀鍋島家の家臣二名が高木彦右衛門の家来に雪解けの泥をかけてしまったことから口論となる。その場は近所の住人の仲裁で収まったものの、恨みを抱いた高木の家来十数人が夕刻に深堀鍋島家蔵屋敷に乱入。鍋島家家臣を打ち据え、大小の刀を奪いとった。
これに立腹した深堀鍋島家の家臣が当事者の引き渡しを要求。高木彦右衛門は低姿勢で謝罪したものの引き渡しは拒否したため、深堀鍋島家の家臣12名が高木の屋敷に討ち入り。高木彦右衛門および事件の当事者や他家来など9名がその場で殺される。雪解けの泥をかけた深堀鍋島家の家臣二名は事件後すぐに自ら切腹した。
他に討ち入った10名は三か月後に幕府の命により切腹となった。また討ち入りに後から駆けつけた9名の藩士は島流しとなる。だが深堀鍋島家当主鍋島茂久には処罰はおよばず、むしろ武士の誇りを見せたと称賛を受けたという。
高木家側は深堀鍋島家蔵屋敷に押し入った10名が斬首。高木彦右衛門の息子はその場にいながら応戦せず隠れた非を咎められ、家財没収のうえ長崎追放となった。